# Église Saint-Maurille de Saint-Morillon
L'église Saint-Maurille est une église catholique située dans la commune de Saint-Morillon, dans le département de la Gironde, en France.

## Localisation
L'église se trouve au cœur du village de Saint-Morillon, qui est au sud de La Brède, sur la route départementale, avec Saint-Selve à l'est et Cabanac-et-Villagrains à l'ouest.

## Historique
Cette église est dédiée à saint Maurille, évêque d’Angers et disciple de saint Martin de Tours au tournant des IVe et Ve siècles, dès sa fondation. Elle figure dès la première moitié du XIVe siècle dans les comptes de l’archevêché et en 1398 dans la nomenclature des paroisses du diocèse pour servir à l’établissement des quartières sous son nom latin, Sanctus Maurilius.

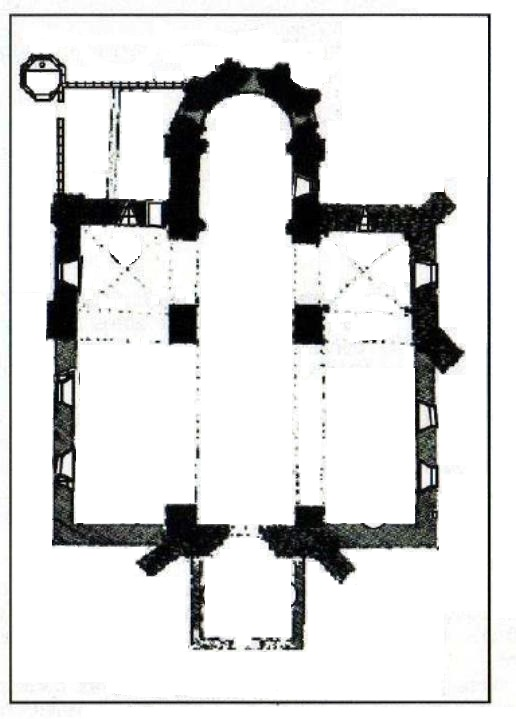
Plan de l'église (Drouyn 1857)

À l’origine, au XIIe siècle, l’église comporte une nef unique terminée par une abside polygonale (sept pans) à l’extérieur et semi-circulaire à l’intérieur. Deux chapelles, voûtées d'ogives, formant transept, ont été rajoutées à la fin du XIIIe siècle. La chapelle sud, construit à l’identique de celle du nord, est percé d’une baie ogivale du XIIIe siècle.
Un portail occidental, sans décor, (dont les proportions sont romanes, mais les bases octogonales aux pieds des colonnettes sont typiquement du style du XIVe siècle) et un clocher-mur ont été élevés au XIVe, et un porche rajouté au XVIIIe siècle.
Les deux chapelles sont prolongées en bas-côtés au XVIIIe siècle.
Même si l’édifice a bien résisté à l’usure du temps, des travaux de réfection sont réalisés sous l’autorité de l’abbé Brassens en 1822. La pierre tombale de ce prêtre se trouve sous le porche occidental, et l’on peut y lire Simon de Brassens, curé de Saint-Morillon, restaurateur de l’église.
Les deux baies en plein-cintre du clocher-mur abritent des cloches datées de 1845.
Lorsque Léo Drouyn décrit l’église en 1857, il existait à la hauteur des cloches, un balcon en bois à l’orient et à l’occident recouvert d’une toiture. Selon Léo Drouyn, ce sont les corbeaux en pierre situés en dessous des ouvertures qui soutenaient l’extrémité inférieure des madriers. Ces constructions en bois destinées à protéger les sonneurs de cloches ont complètement disparu, ainsi que les corbeaux en pierre. Beaucoup d’églises des Landes ont possédé ou possèdent encore ces constructions en bois autour du clocher. On peut trouver ce type d’édification à l’église Saint-Vincent-de-Xaintes de Belhade ou encore sur les deux églises que compte la paroisse de Moustey (église Notre-Dame de Moustey et église Saint-Martin de Moustey).
Dans la deuxième moitié du XIXe siècle, les fenêtres actuelles du bas-côté nord sont percées, et au nord-est de la chapelle, la sacristie et un cabinet d'aisance octogonal sont construits. Sur le bas-côté sud-ouest une fenêtre de style gothique est percée pour illuminer l'armoire eucharistique qui se trouve sur le mur ouest du bas-côté.

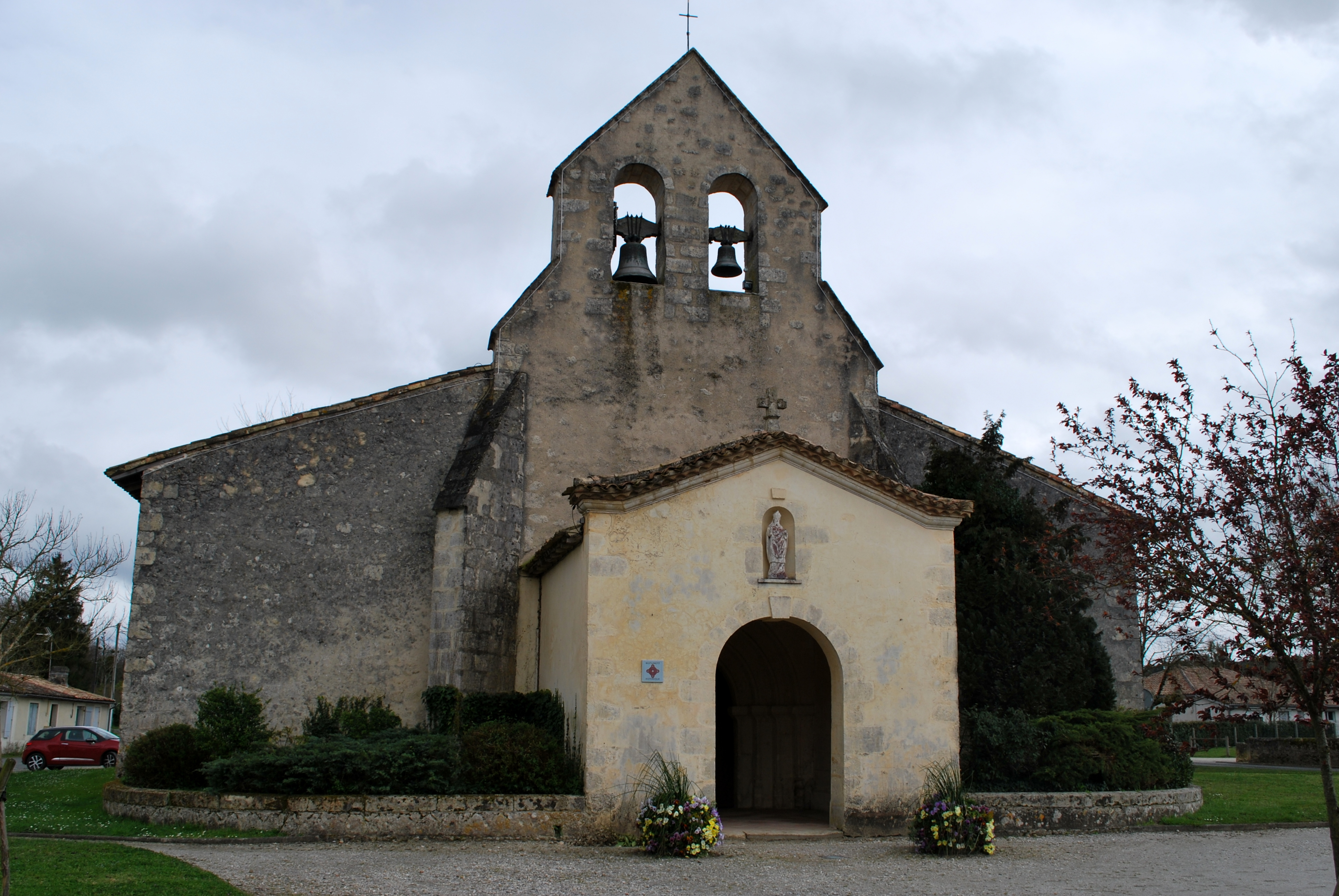
Façade occidentale
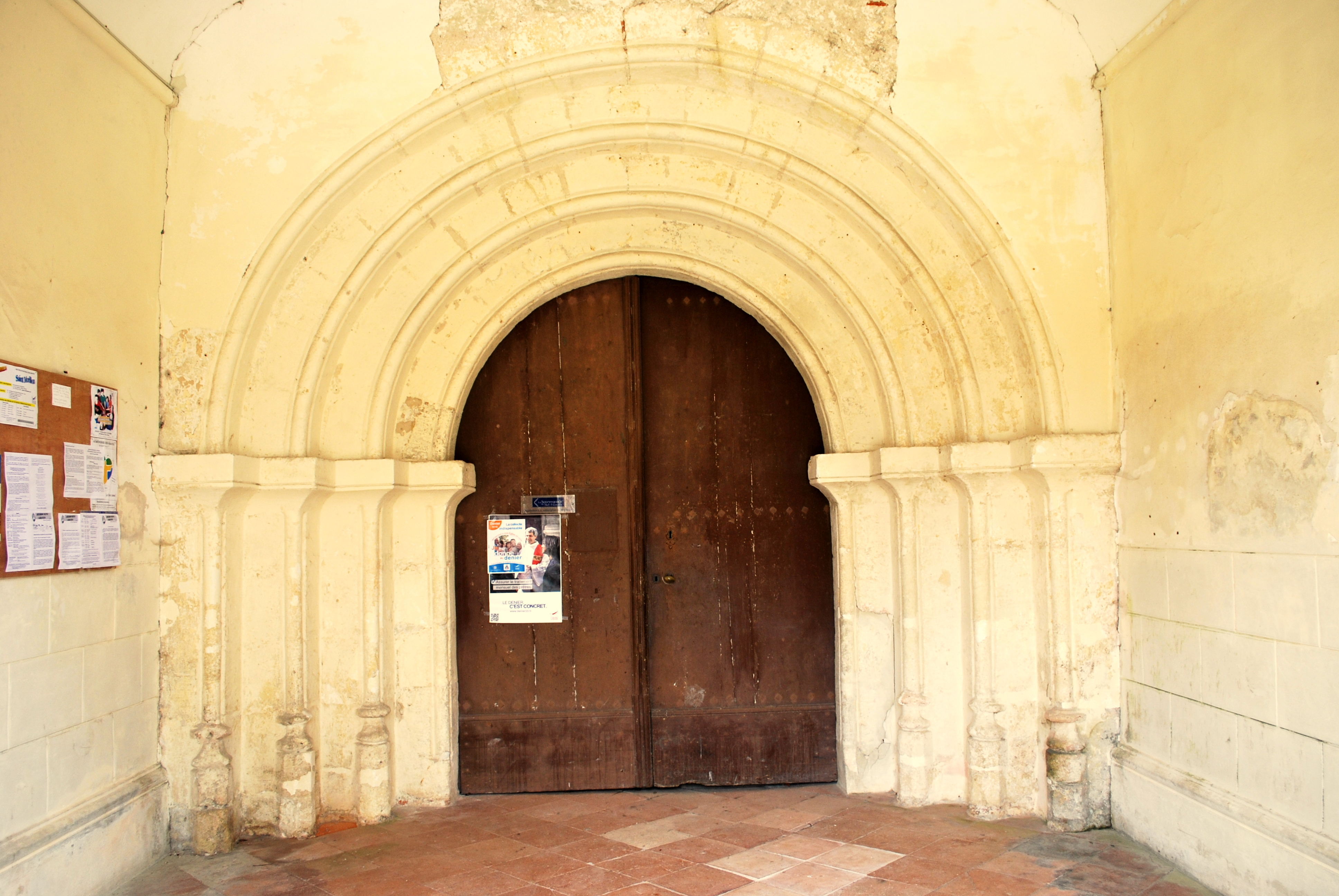
Portaii du XIVe siècle
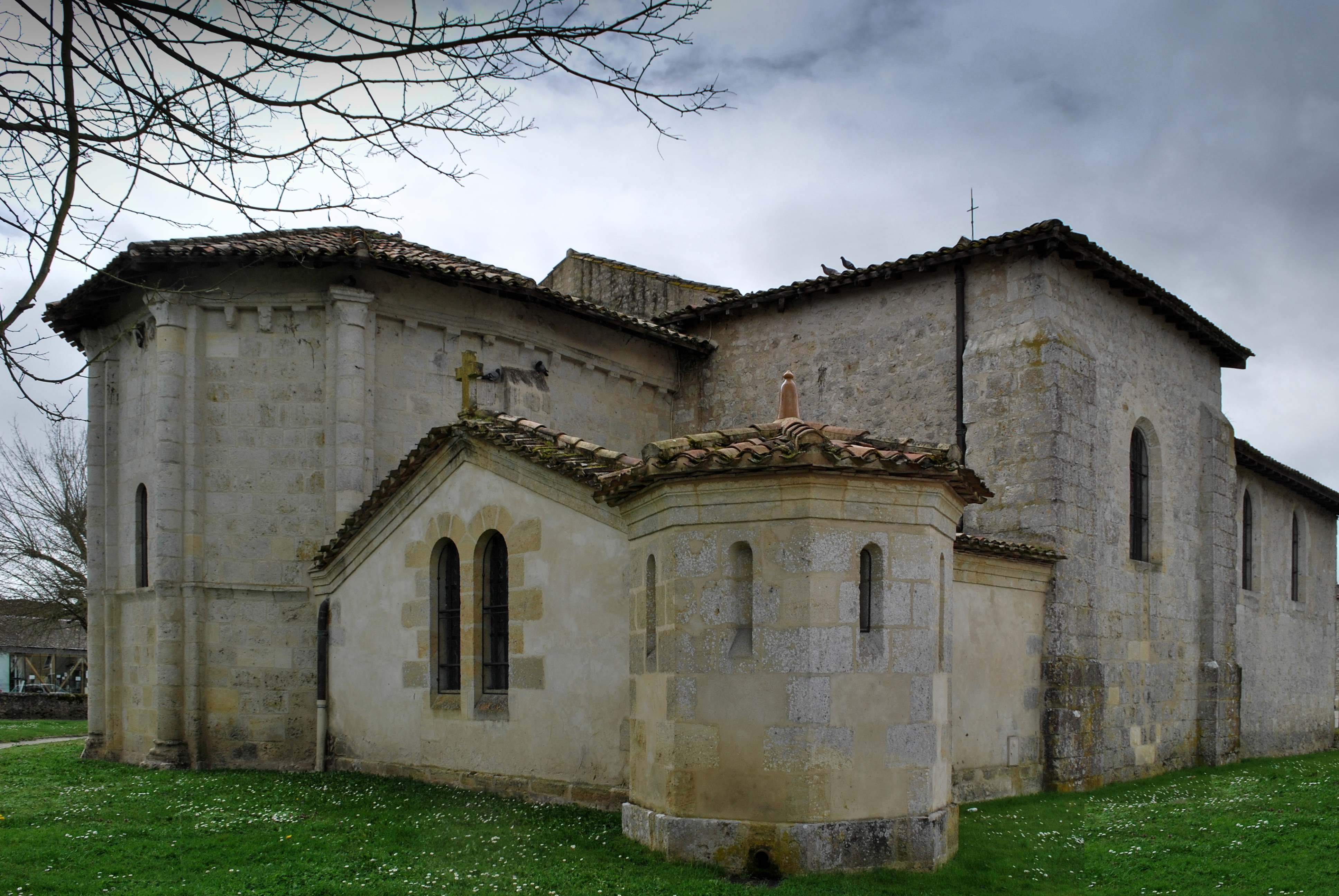
Vue du nord-est
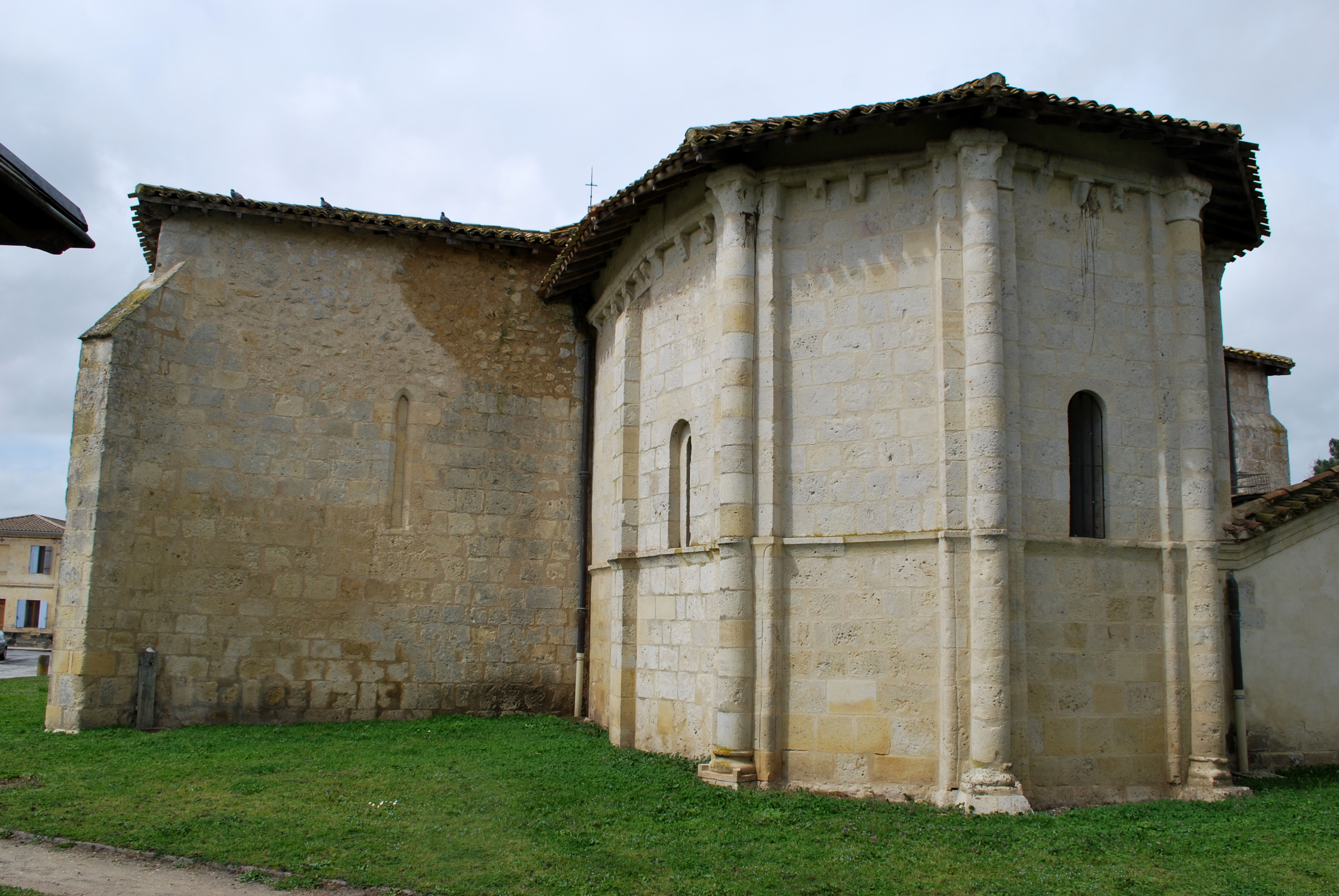
Vue du sud-est

L'édifice est inscrit en totalité au titre des monuments historiques par arrêté du 16 décembre 2008.

## Iconographie romane
Les sculptures qui ornent la corniche de l’abside à l'extérieur et celles à l'intérieur, de l’arc triomphal et de l’arc qui sépare l’abside de la travée droite, datent toutes de la fin du XIIe siècle ou peut-être du début du XIIIe siècle.
Les chapiteaux de l'intérieur ne sont pas historiés. Ils sont décorés avec un feuillage simple et avec des petites boules sur les angles, comme les chapiteaux de la corniche.
La corniche de l’abside est soutenue par vingt-six modillons séparés par des métopes, décorées pour certaines de rosaces. Six des modillons sont figurés, six portent des figures géométriques simples. Les autres sont sans décoration ou trop érodés pour les interpréter.
Les modillons figurés portent des thèmes assez bien codifiés sur une large aire géographique, allant du nord de l’Espagne et suivant l'arc atlantique jusqu'en Irlande. Voir Iconographie des modillons romans et les livres de C. Bougoux, pour plus de détails. Ici, à Saint-Morillon, il y a des évocations des plus populaires des péchés capitaux : la luxure et l'avarice.
Les deux pans sud
Sur le troisième modillon nous avons L'homme à la tête à l'envers ou Homo invertis. Le sujet, de sexe masculin est accroupi et expose son postérieur tout en pivotant sa tête de 180° en arrière. Il est une représentation de la sodomie (Iconographie des modillons romans, section 4.1.1).
Le neuvième modillon est érodé, mais on distingue une tête humaine et une petite barrique. La barrique n'est pas une tonnelet de vin, comme souvent affirmé dans les guides touristiques, mais un instrument de musique à vent, un dolio. Les musiciens et saltimbanques étaient associés avec la luxure dans l'iconographie romane (Professions maudites).

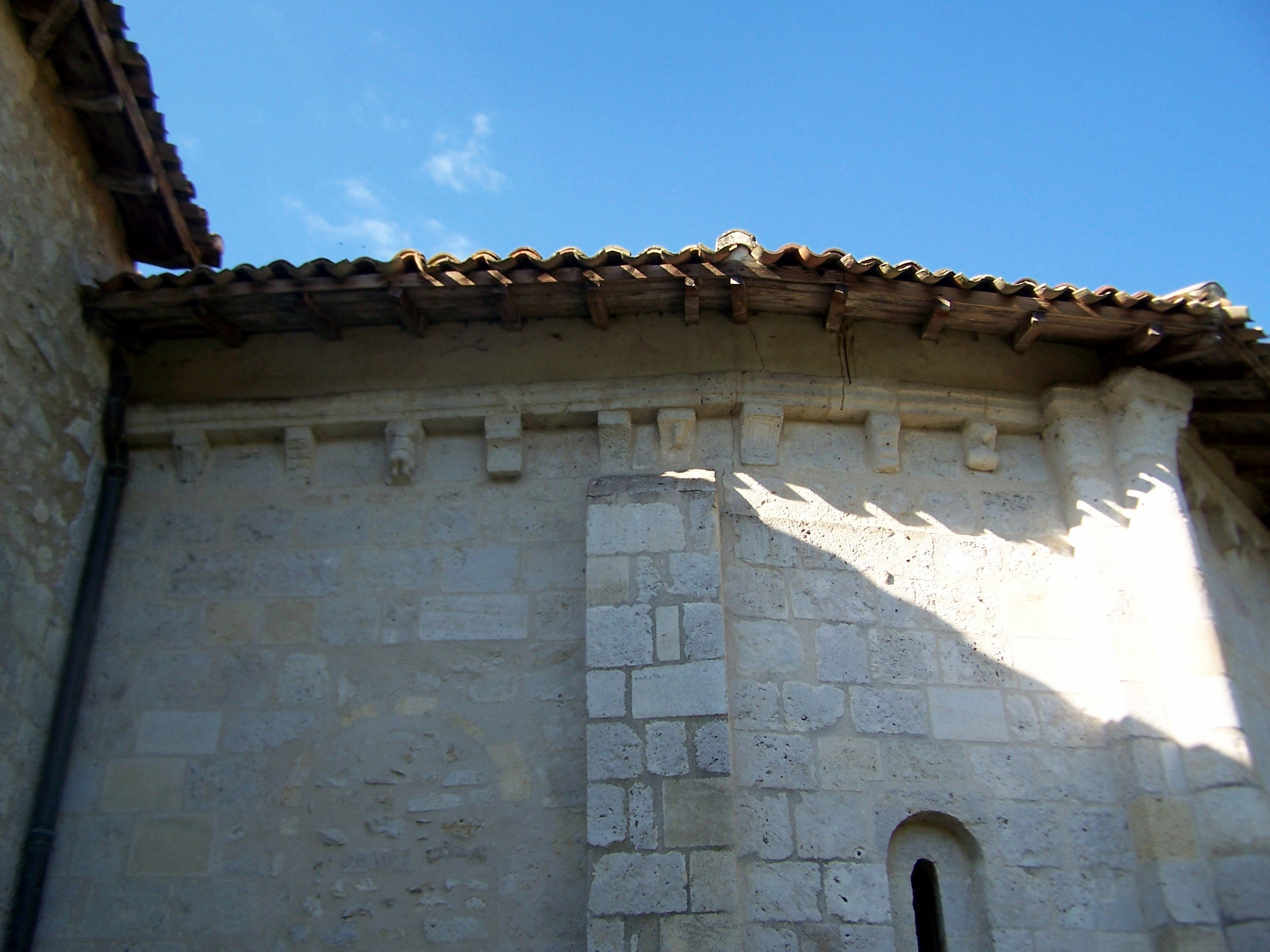
Les pans Sud
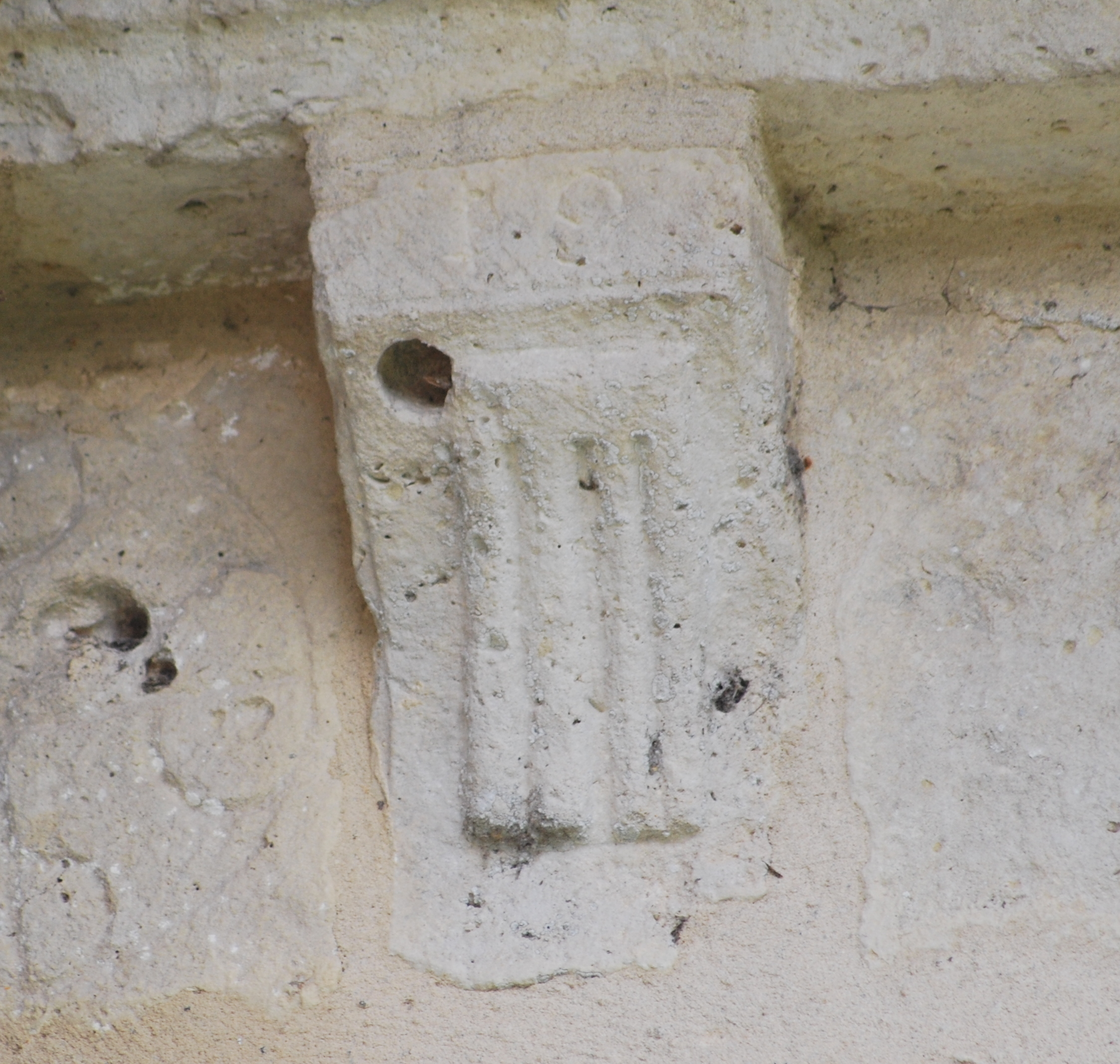
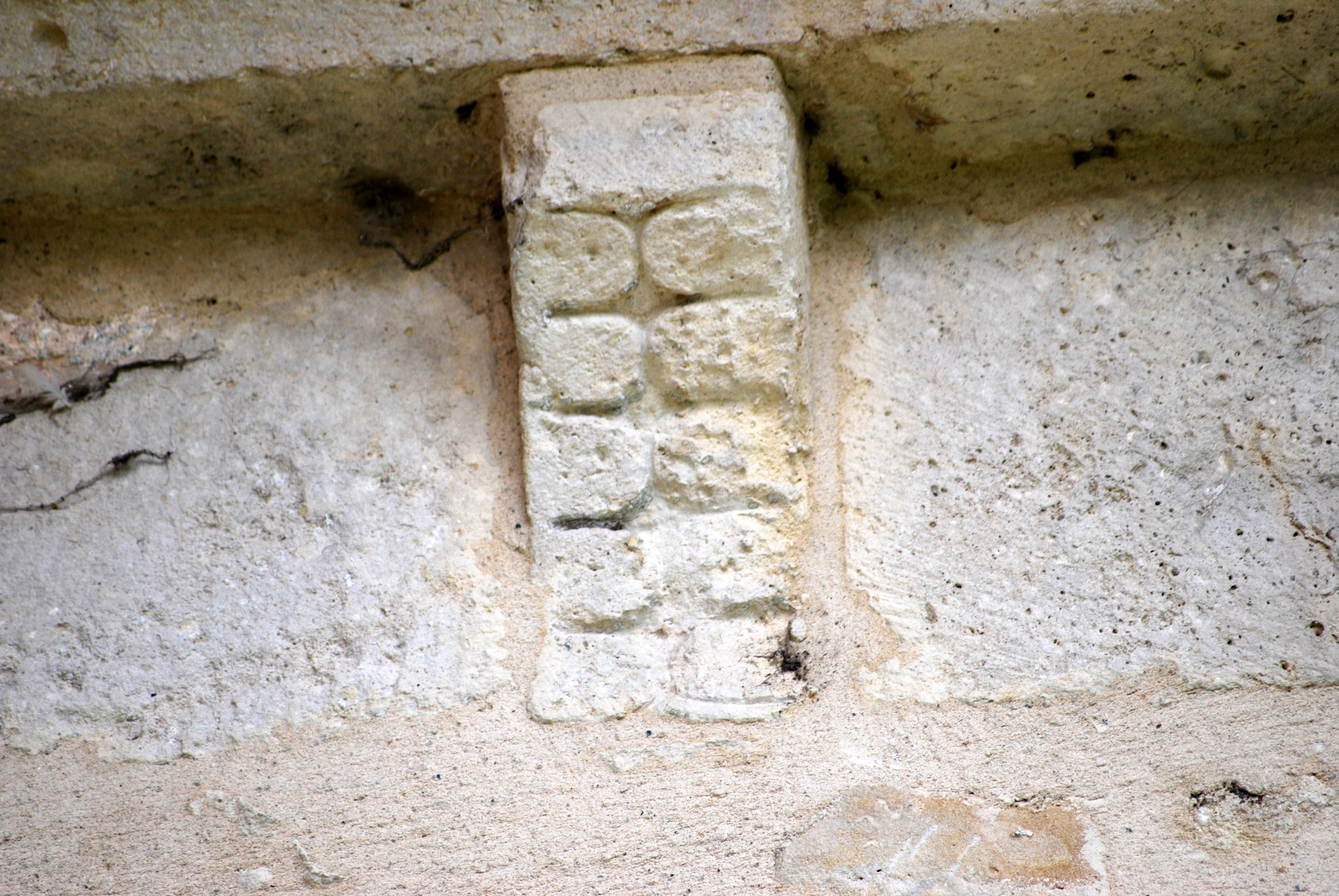
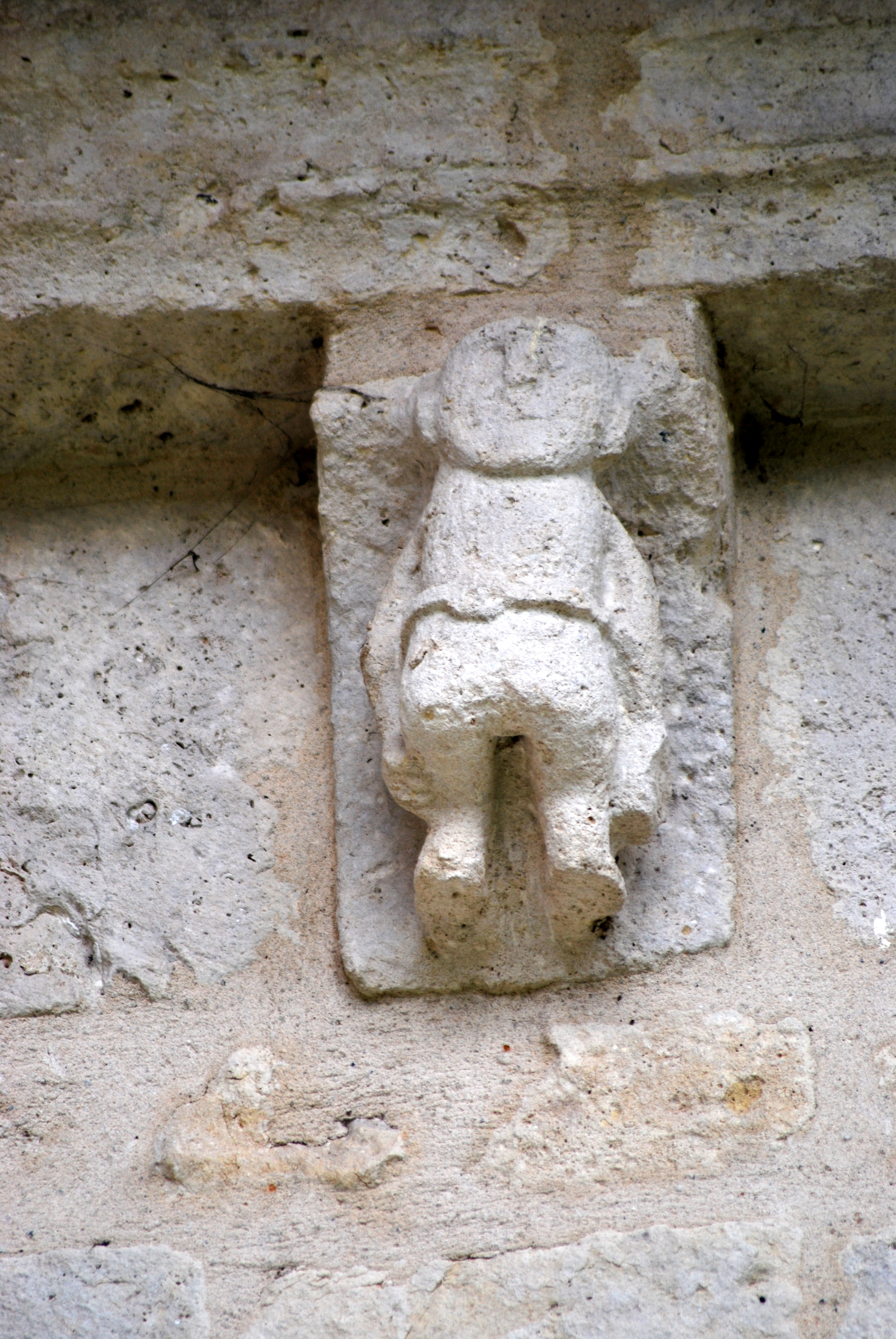
Homme inverti
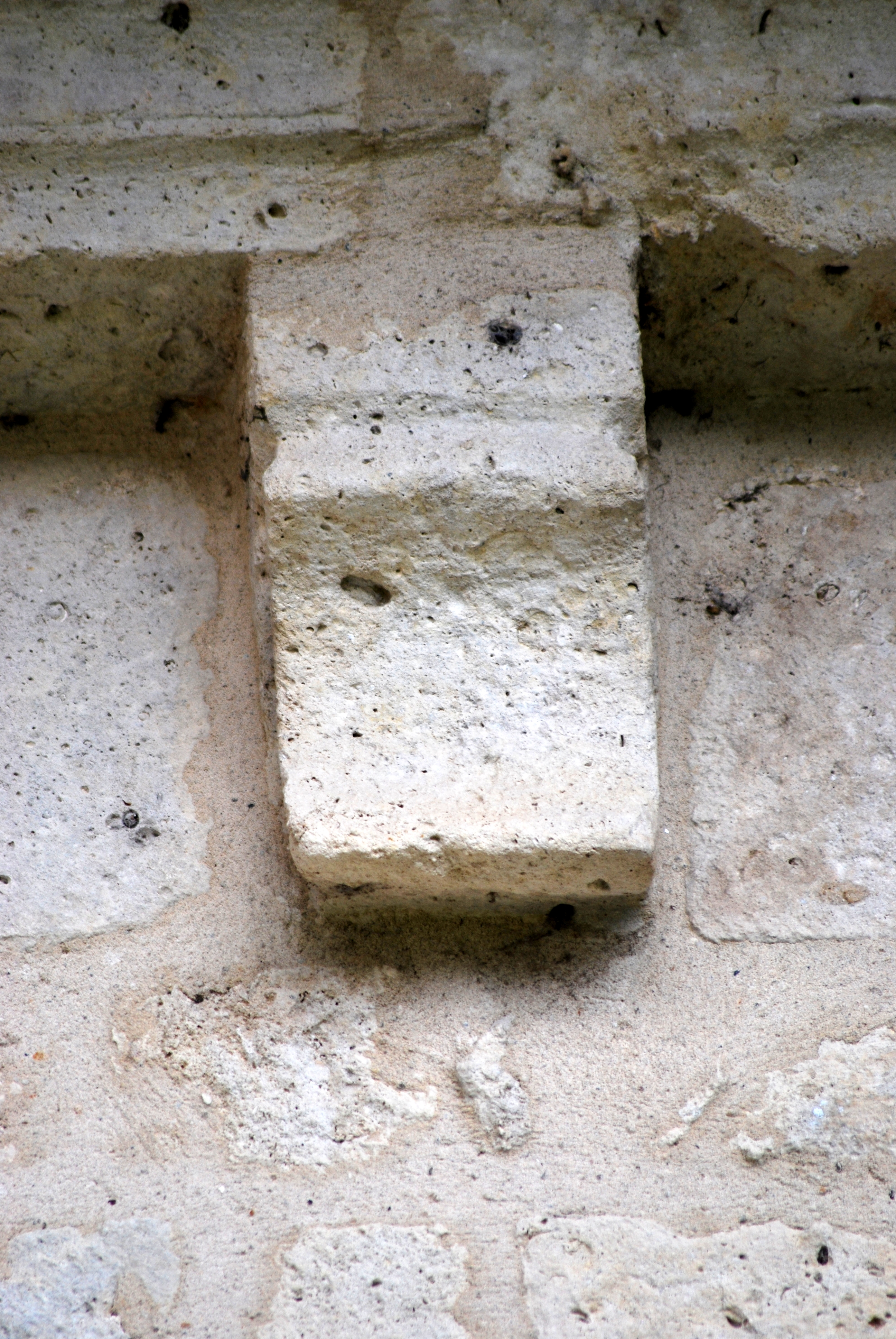

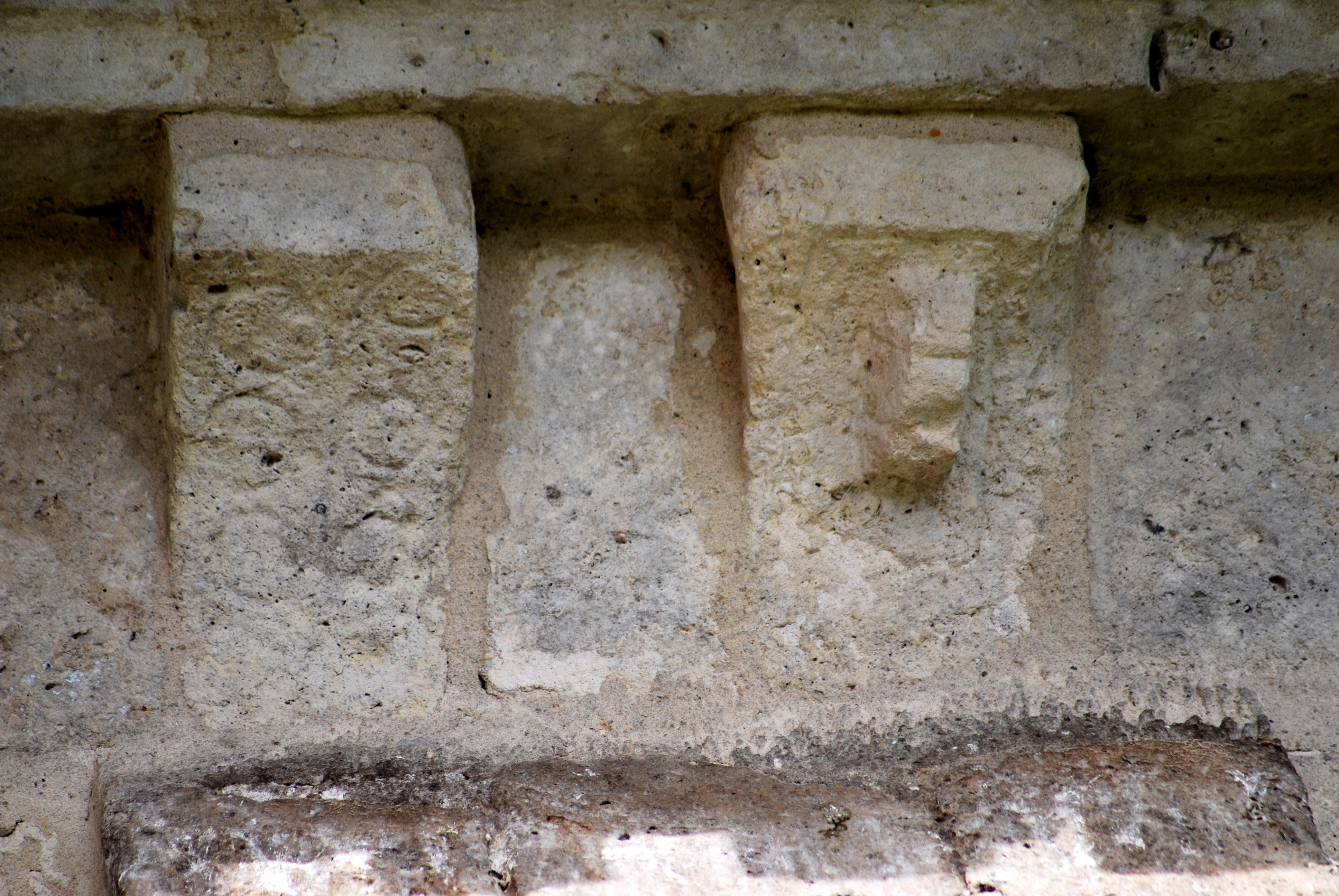
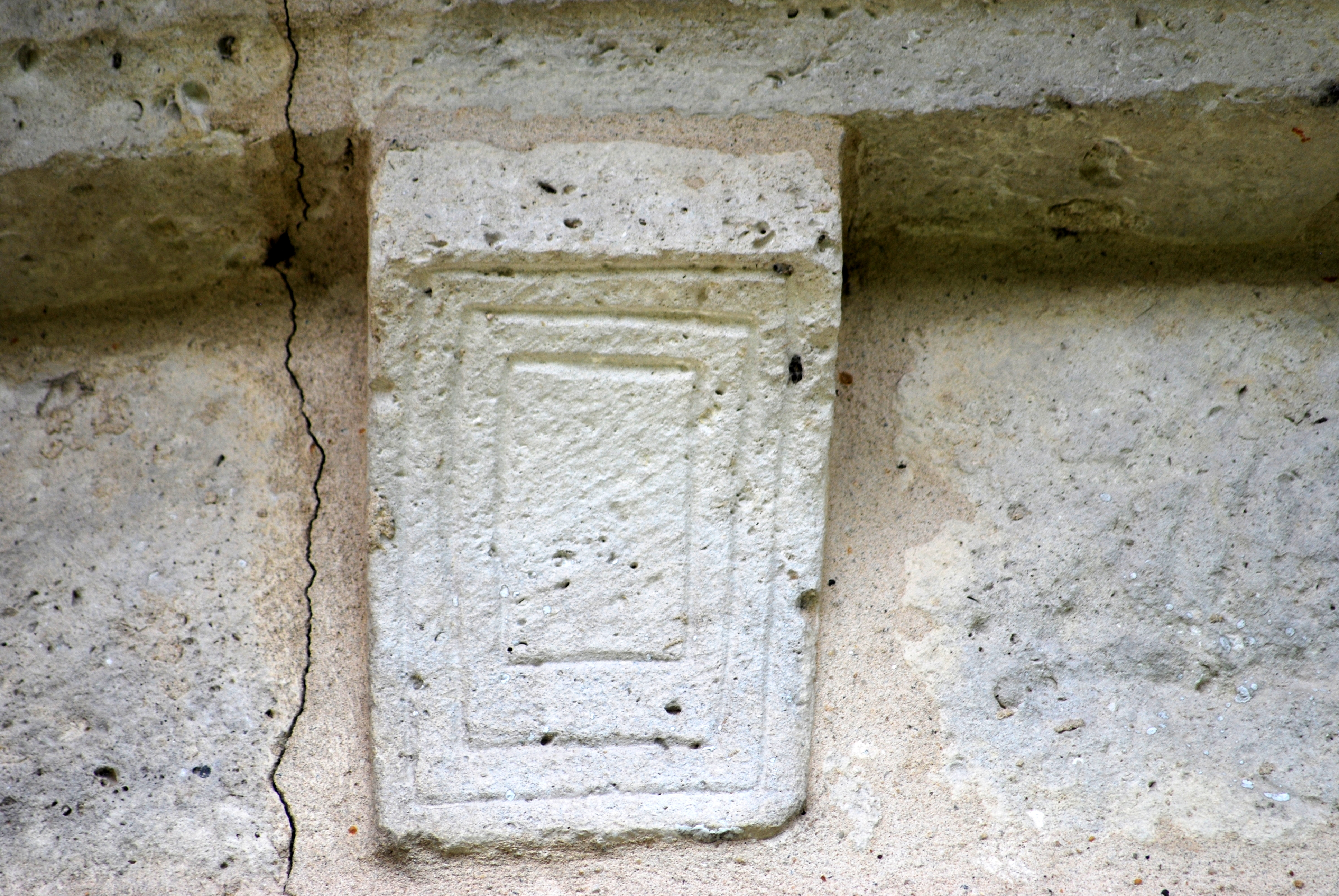
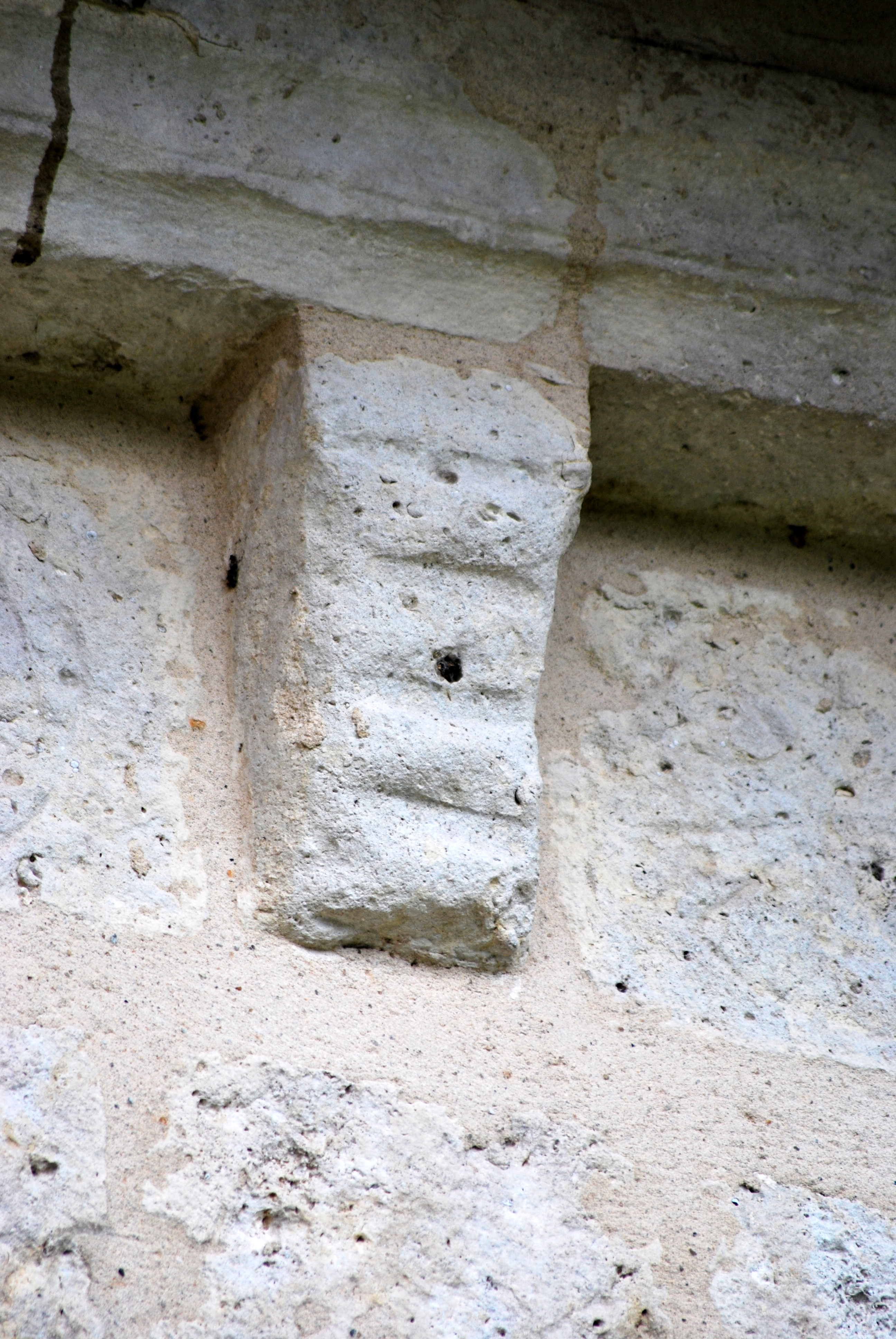
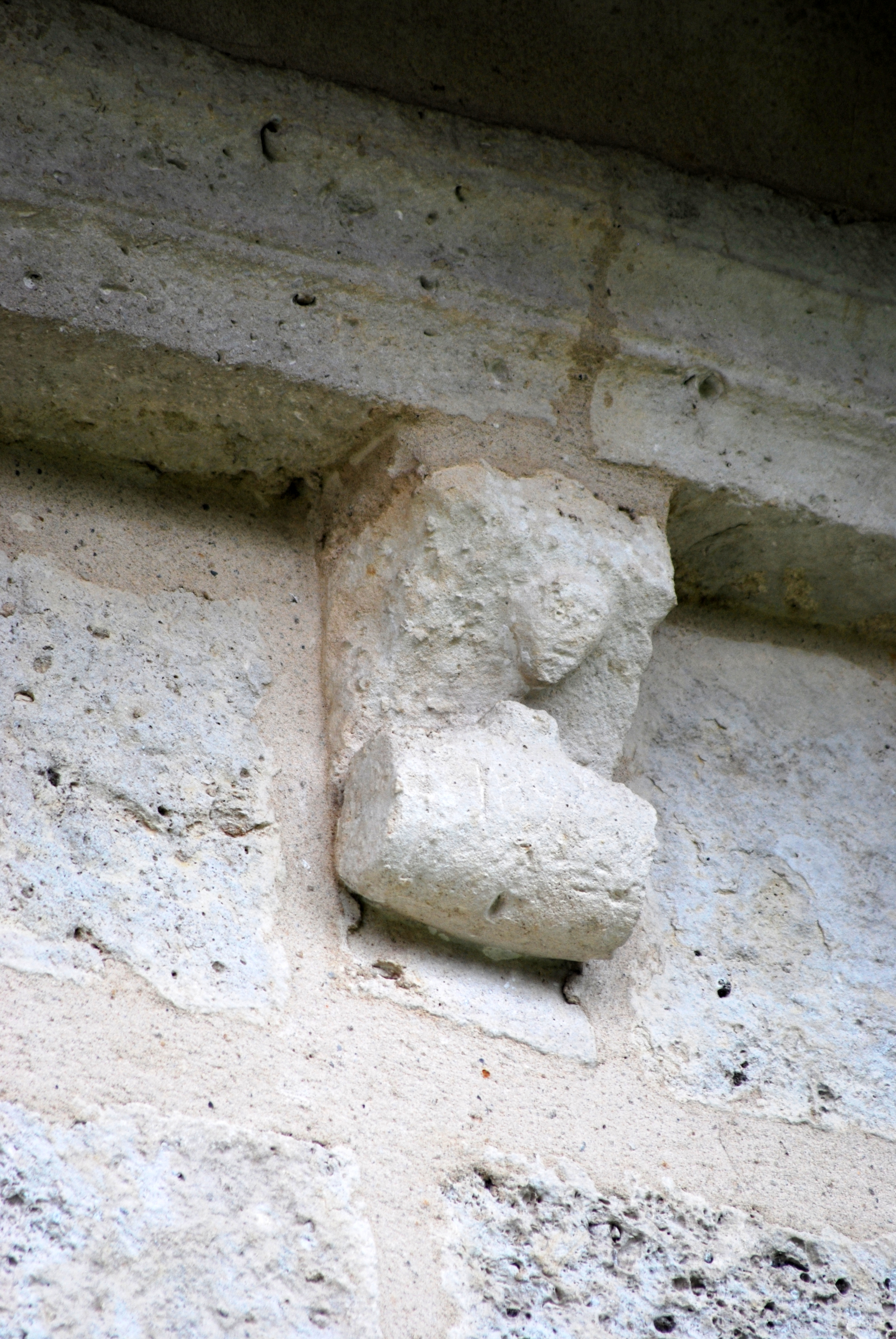
Joueur de dolio

Le pan sud-est
Les trois modillons sont érodés, mais on peut identifier un animal, peut-être un bouc et une tête humaine.

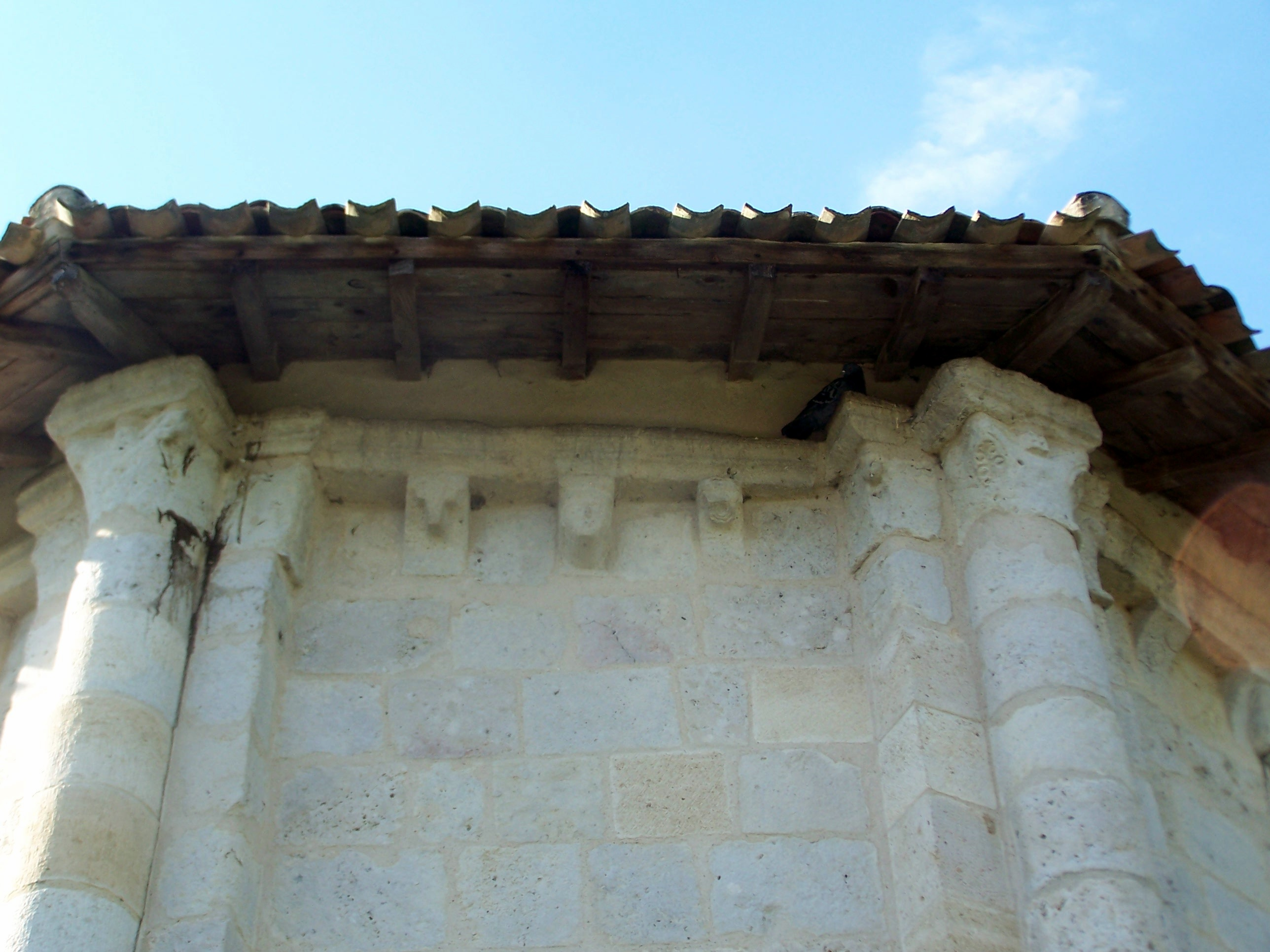
Pan Sud-Est
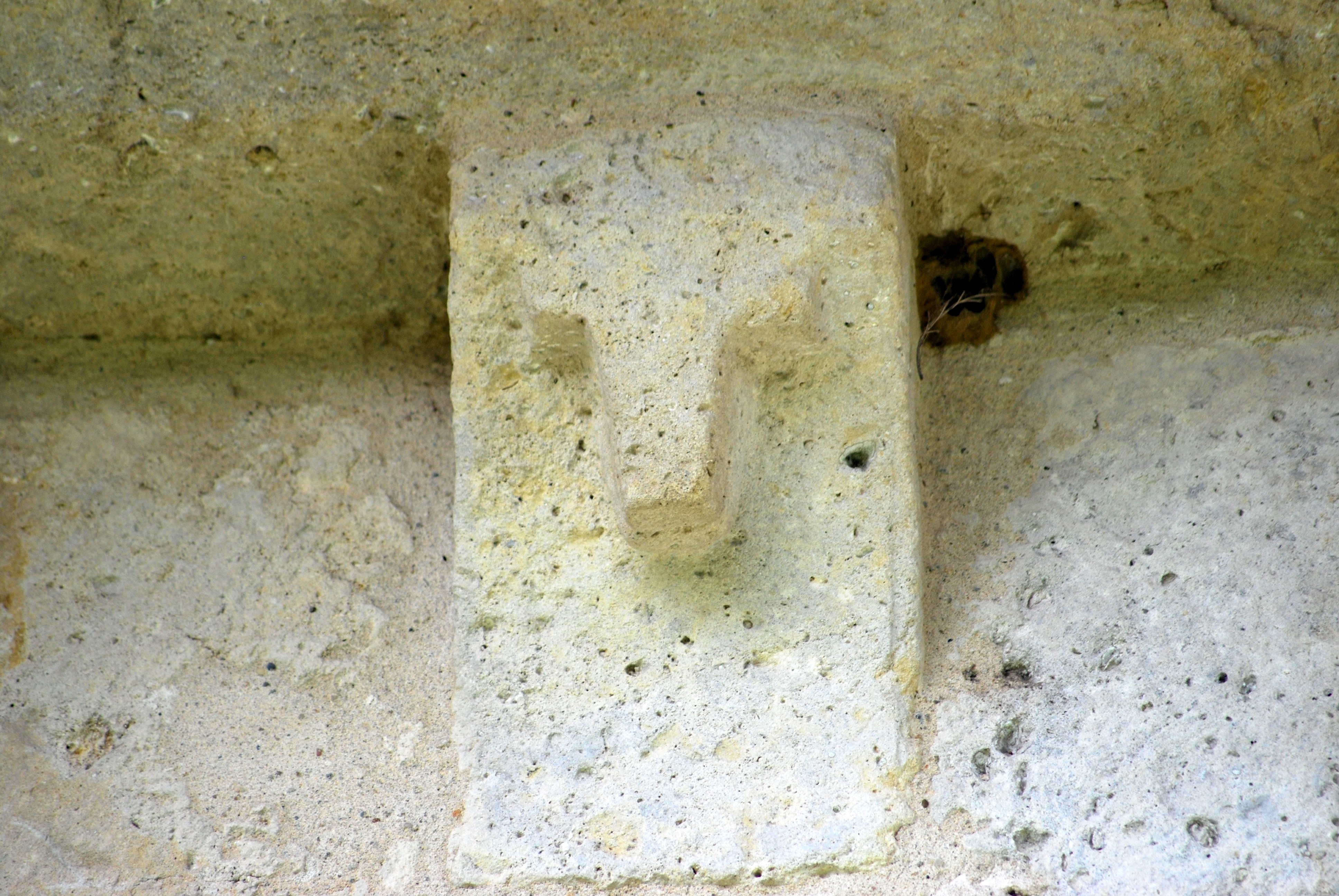
Animal (bouc ?)
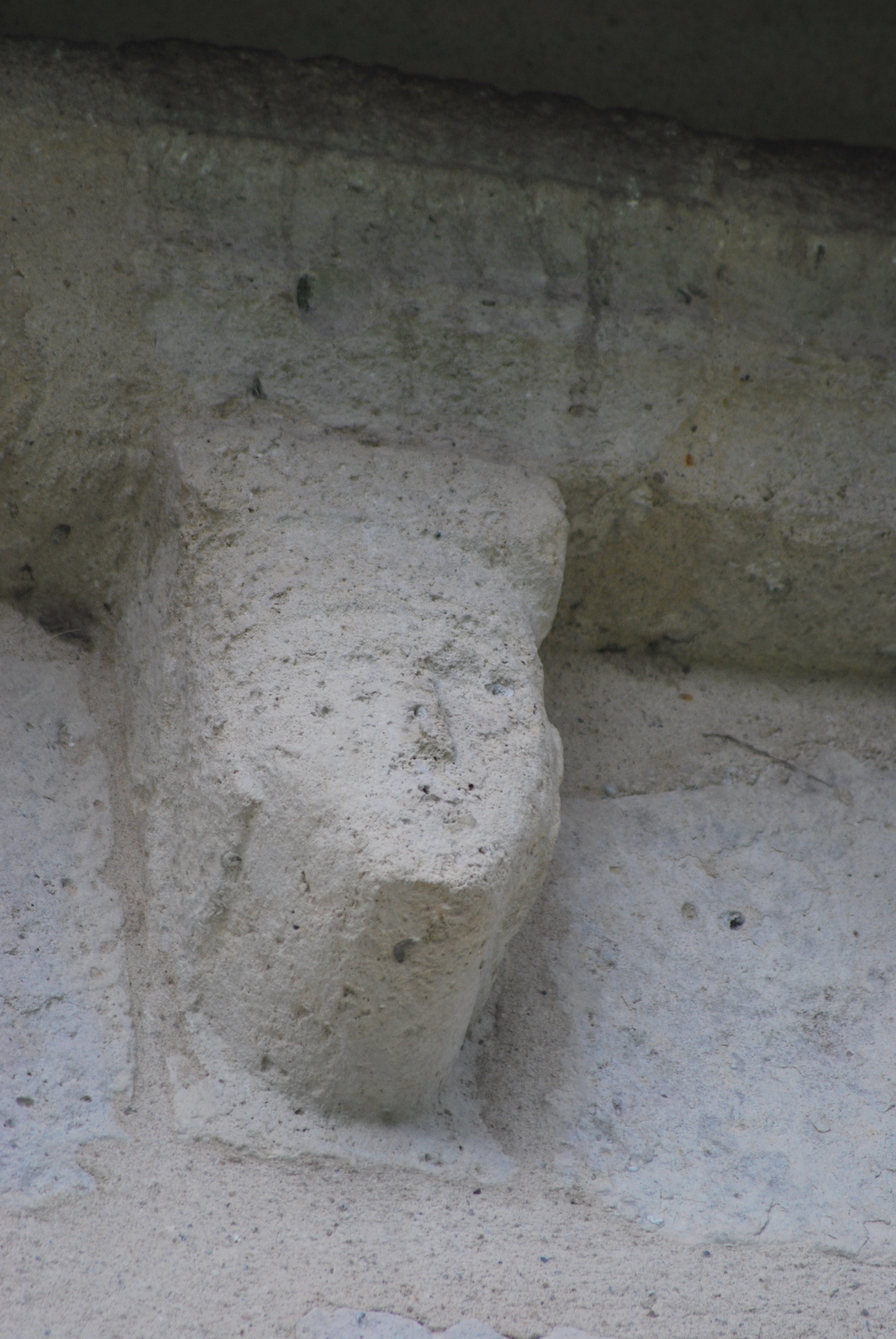
Tête humaine
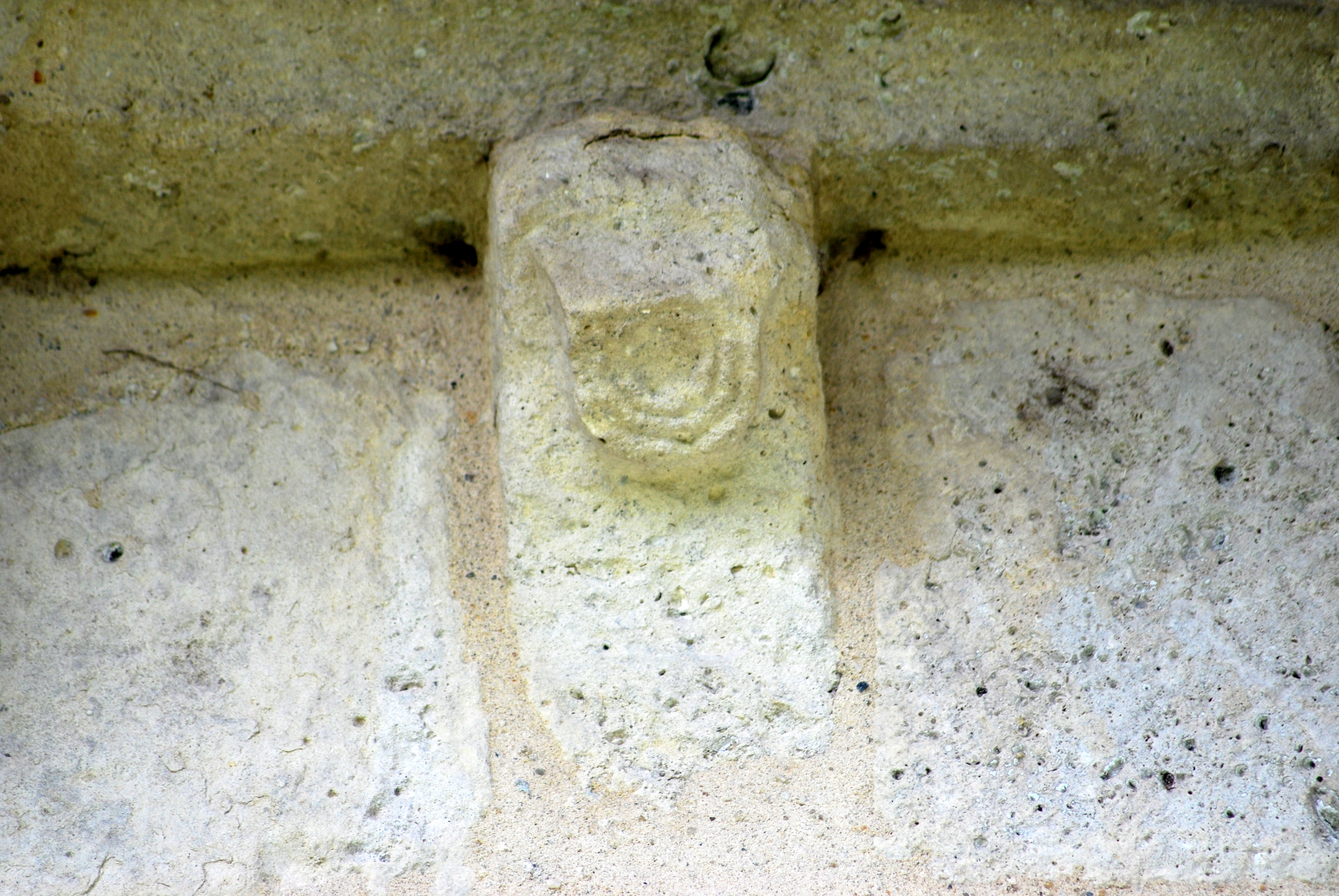

Le pan est
Sur le troisième modillon figure une femme nue (mariée ou religieuse, car elle porte une guimpe), qui désigne sa vulve entrouverte. Cette représentation est très fréquente et est toujours associée, dans son voisinage, avec d'autres symboles de la luxure (L’exhibitionniste génital).

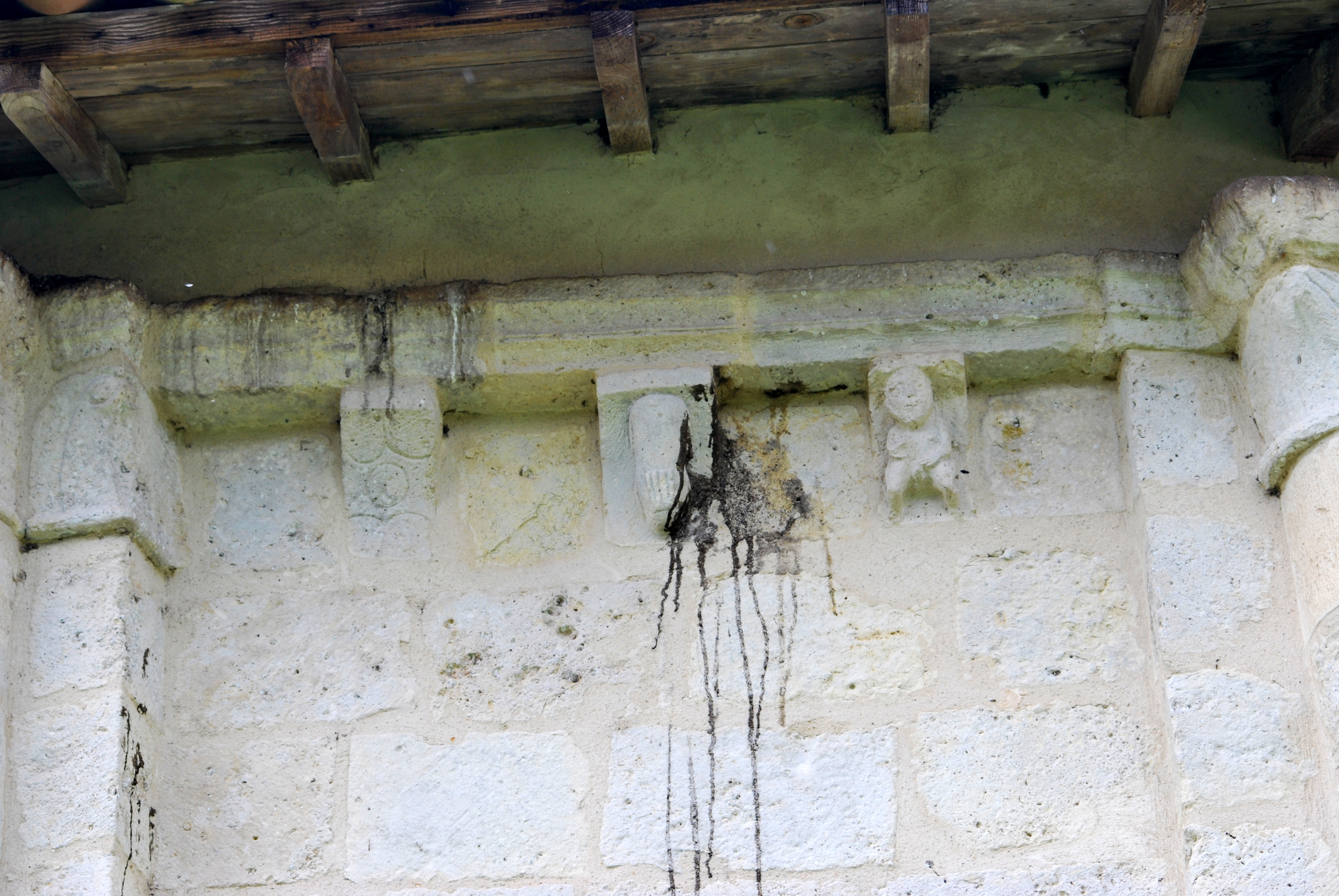
Pan Est
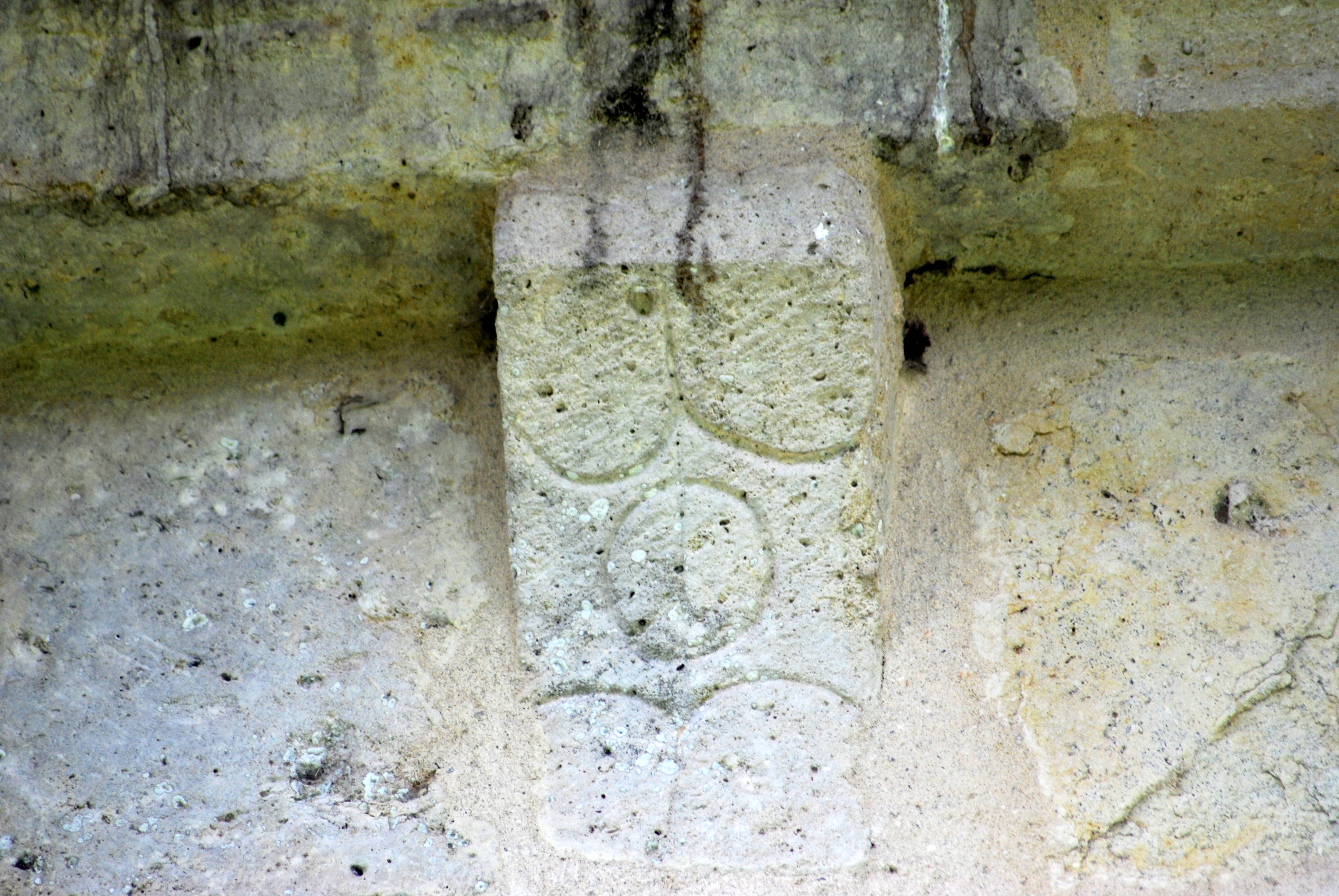
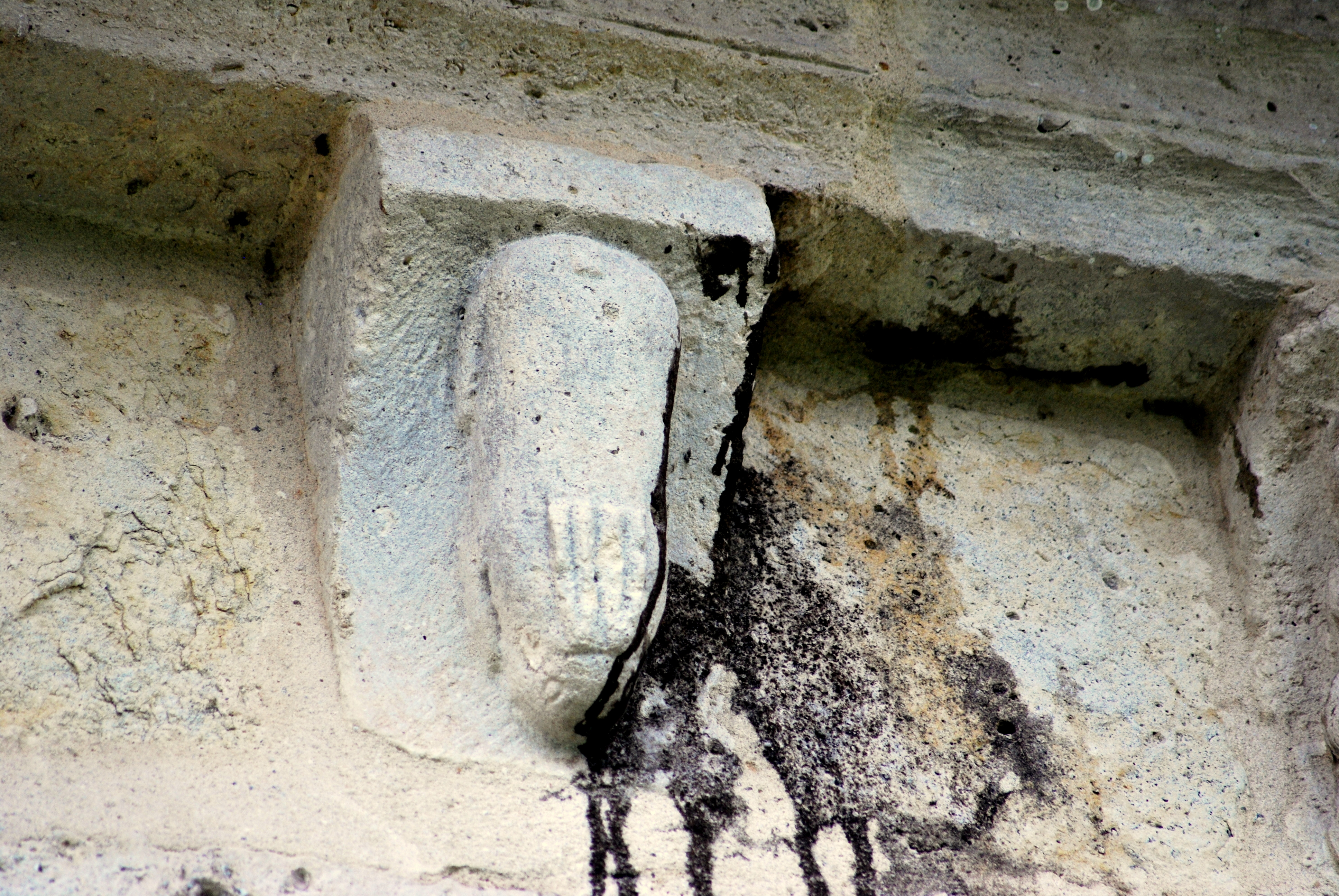
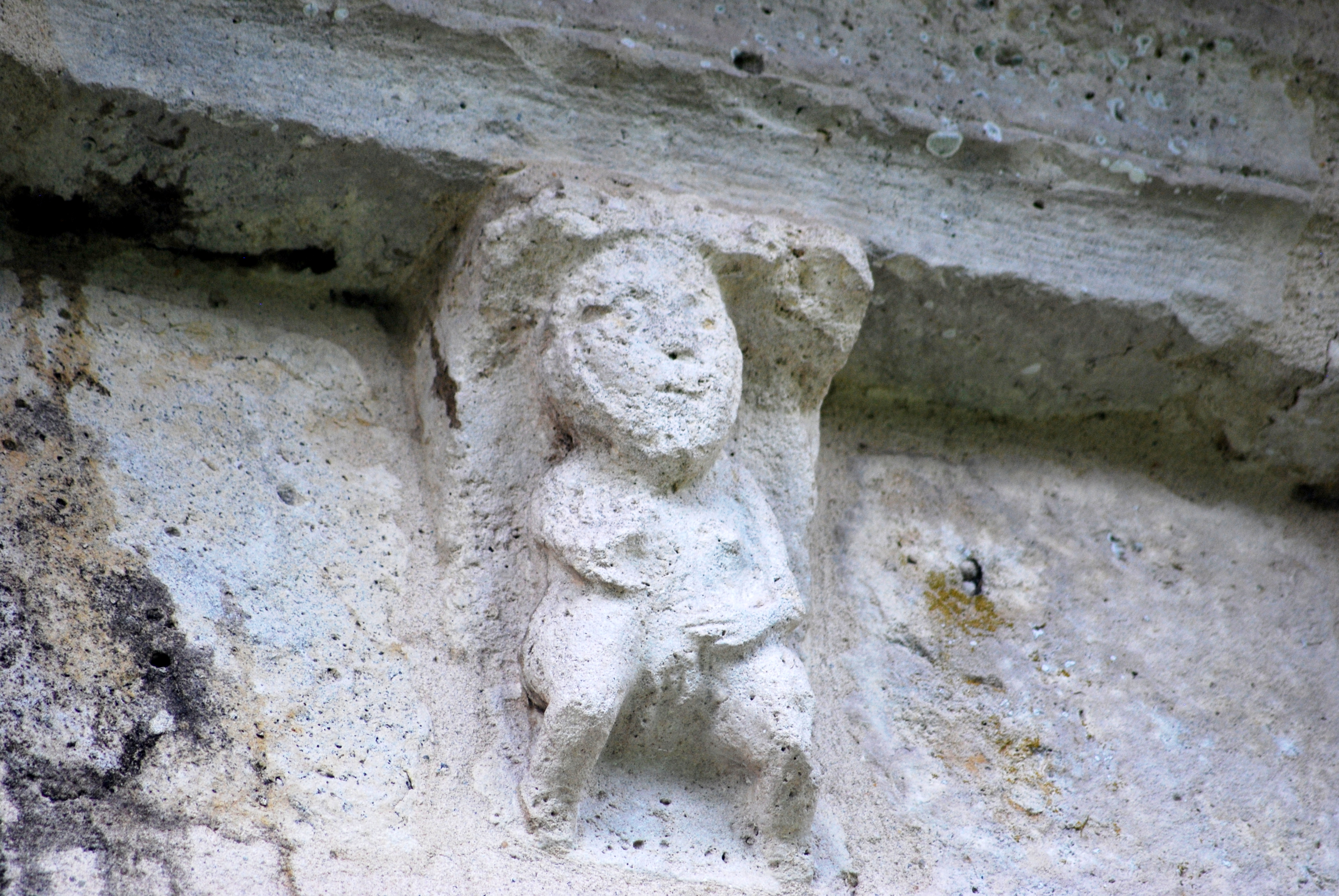
Femme exhibitionniste

Les pans nord-est et nord
Le modillon du centre est érodé, mais on distingue : un homme nu, qui tient son sexe avec la main droite ; sa main gauche tient un objet, peut-être une flûte ou un cor dans lequel il souffle. L'homme est sans doute un musicien. Cependant, il y a un détail qui frappe l’œil : l'homme est pourvu d'un scrotum gigantesque. Les jeux de mots étaient souvent utilisés à l'époque romane et la suite : scrotum - bourse - argent - l'avare était un symbole du péché capital de l'Avarice (L'avare)

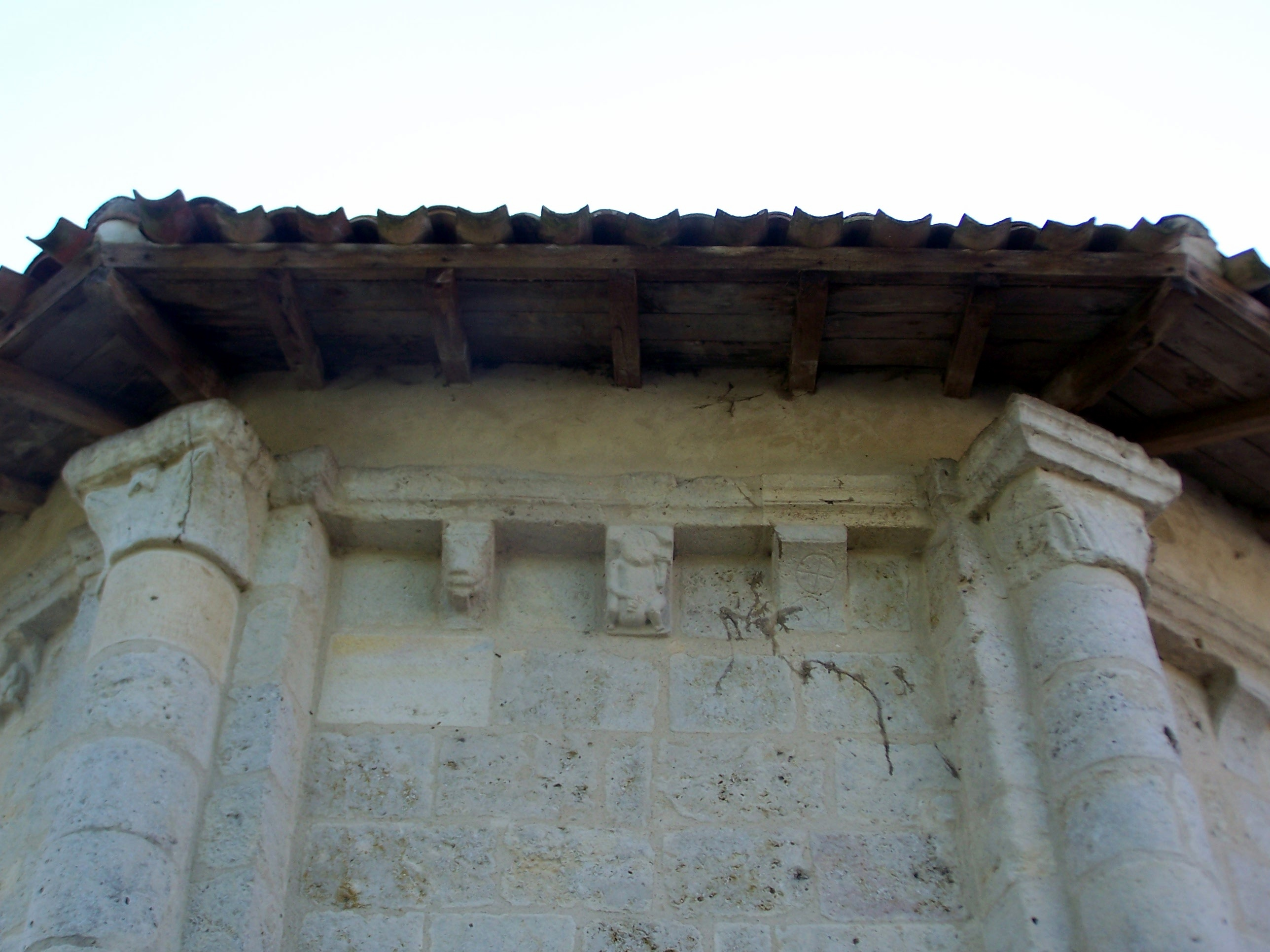
Pan Nord-Est
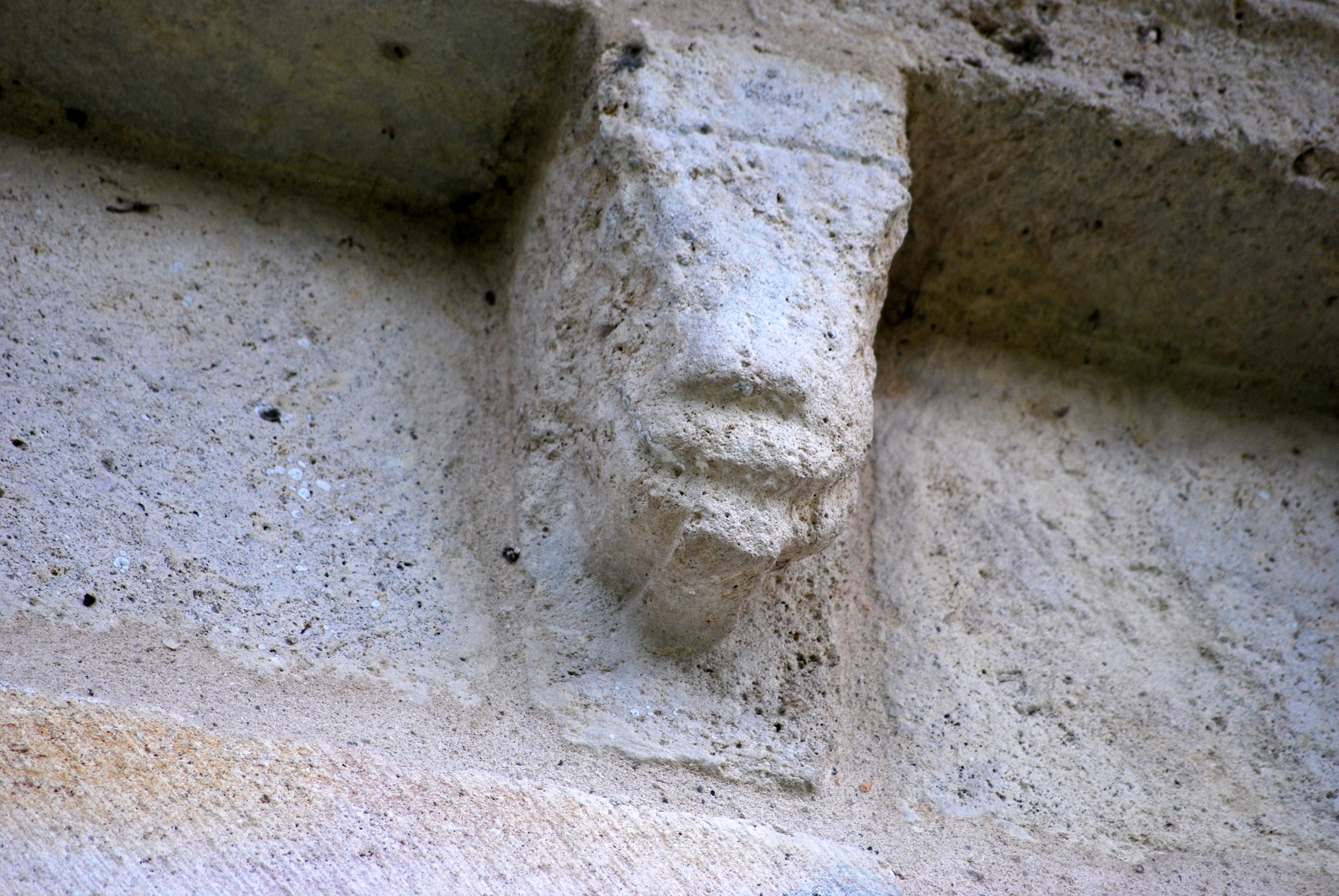
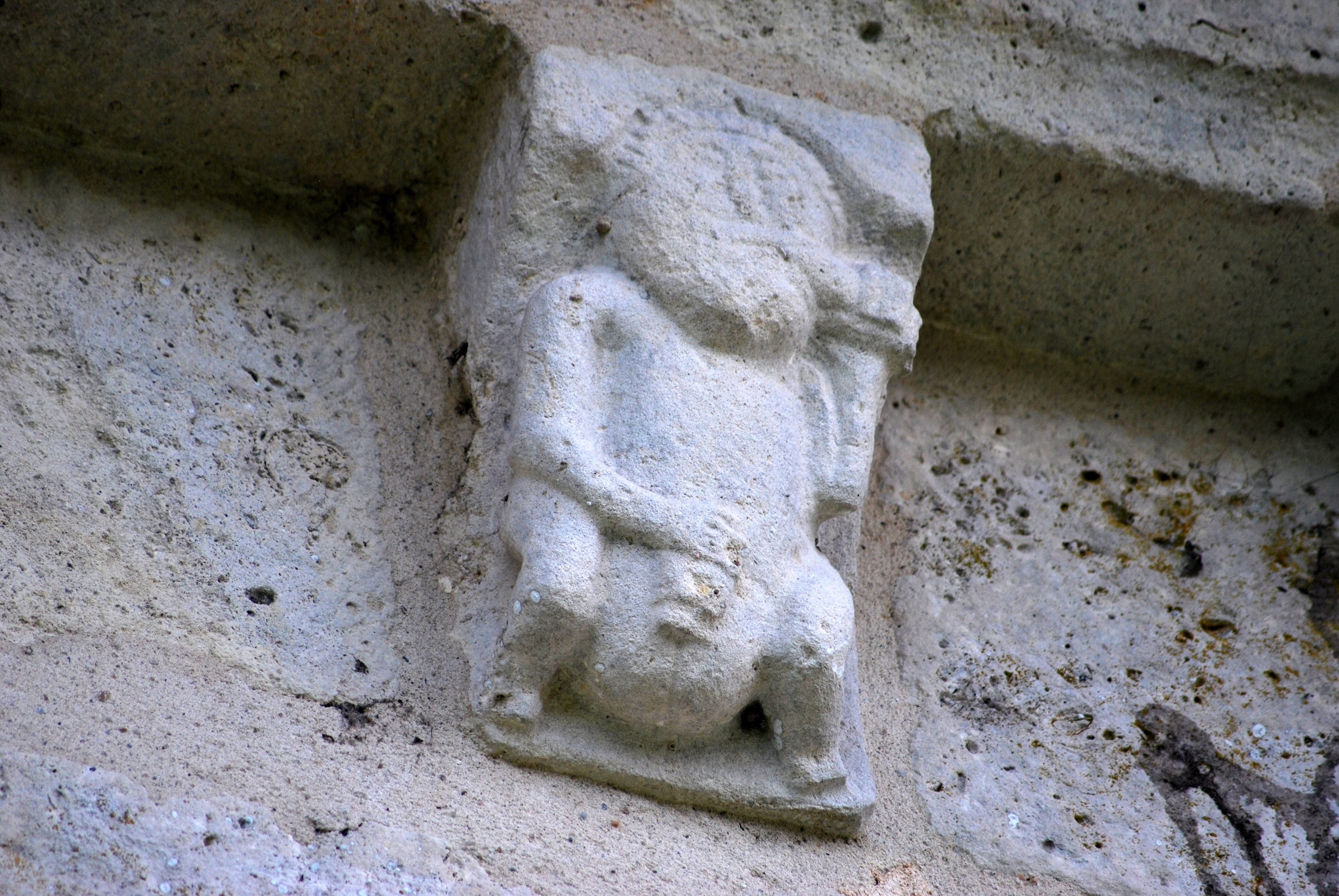
Musicien exhibitionniste
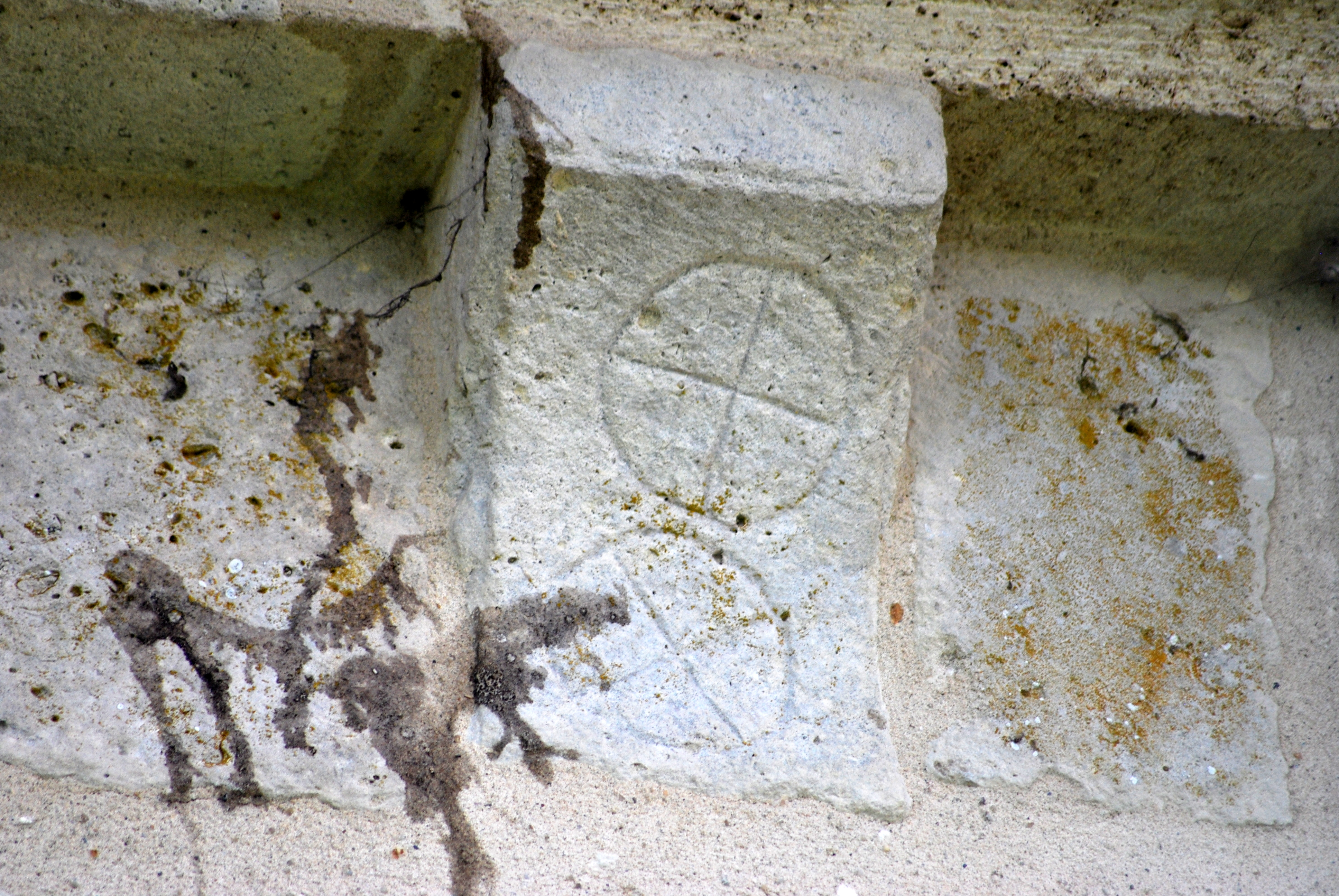
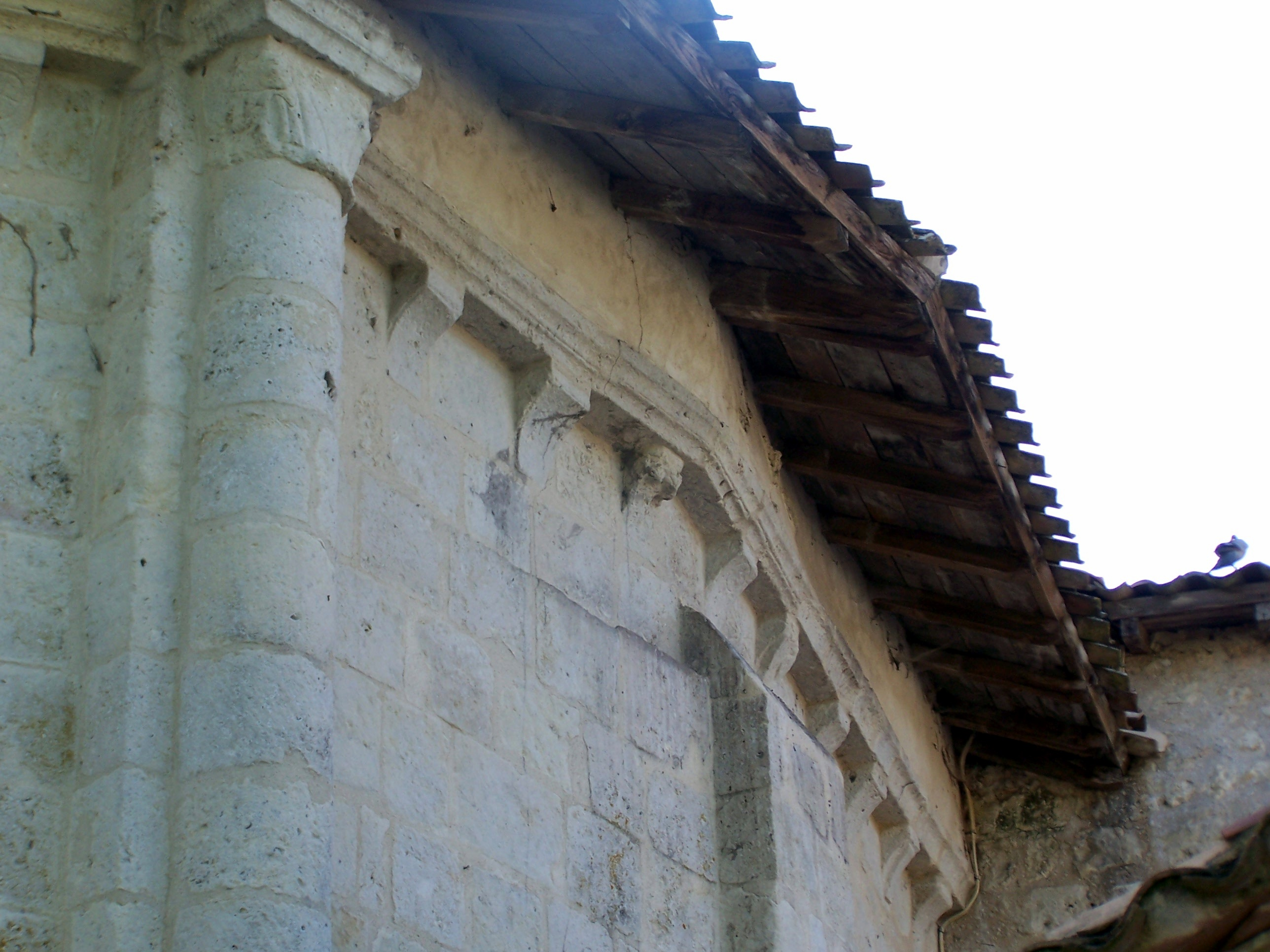
Pans Nord

## Intérieur de l'église
| - Armoire eucharistique - Baie gothique |

- Le porche, bâti au XVIIIe siècle, abrite deux tombes, celle de Simon de Brassens, curé de Saint-Morillon, et l'autre, probablement de son frère, chevalier de l'ordre de Saint-Denis[6], dont l'inscription est aujourd'hui illisible.
- L’armoire eucharistique, surmontée d’un arc en accolade, était ouverte dans le mur occidental du bas-côté sud, date du XVe siècle. La petite porte en bois présente des sculptures de motifs floraux, calice et hosties. Plus tard, l'armoire a été éclairée par une petite fenêtre gothique, sur le mur sud du bas-côté, aujourd'hui murée.

Les églises romanes n’avaient pas de tabernacle sur l’autel. Pour conserver l’Eucharistie, une petite armoire était prévue à cet effet. En principe elle était encastrée dans le mur du chœur, ici elle se trouve dans le fond de l’église. Celle-ci a servi jusqu’en 1642, date à laquelle la décoration du chœur a été refaite et le tabernacle installé sur le maître autel.
| - Litre funéraire |

- Sur le mur du bas-côté sud se trouve un fragment d'un litre funéraire du XVIIIe siècle, classé[7] en 1969. Ce fragment, qui date de 1755, montre les armoiries de Charles Louis de Secondat, baron de La Brède et de Montesquieu (1689-1755), qui a marqué fortement le village de Saint-Morillon. Il a réalisé notamment son unité en rachetant en 1746 une partie du village au seigneur de Barsac pour la rattacher à celle faisant déjà partie de la baronnie de la Brède. Si Montesquieu avait le droit de litre, dans toutes les églises de sa seigneurie, c’est seulement à Saint-Morillon que se trouve un exemplaire.

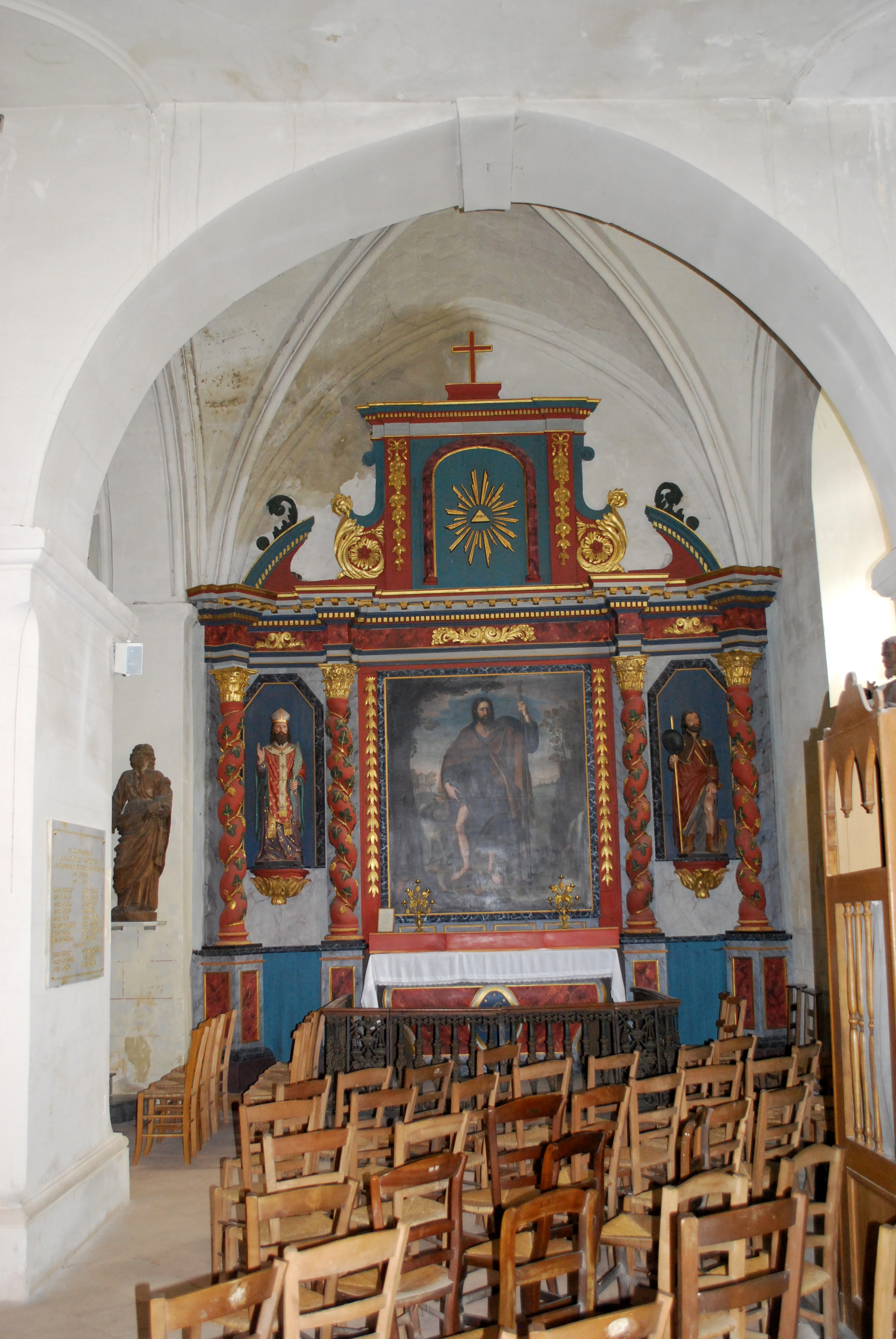
Chapelle de saint Roch

- Dès le XVe siècle, la dévotion à saint Roch se répand en Europe en raison des fréquentes épidémies de peste. La chapelle sud lui est dédiée. L'autel baroque italien date de 1828 mais le retable doré, signé Claude Fournier, le peintre de « l'Apothéose », est du XVIIIe siècle.

Le retable se compose d’un socle élevé jusqu’à la hauteur de l’autel. Au-dessus de ce socle quatre colonnes torses ornées de pampres et terminées par des chapiteaux corinthiens entourent deux statues placées sur des culs-de-lampe à feuilles d’acanthe. Un entablement important orné de rinceaux et d’une corniche aux moulures vigoureuses couronne la composition et forme saillie au-dessus des quatre colonnes. Au troisième niveau un demi-fronton cintré est interrompu par un panneau rectangulaire flanqué de volutes et orné en son centre du triangle de la Trinité. Une simple croix somme l’ensemble.
Un tableau, daté de 1720 et œuvre du peintre toulonnais Sibon, représente saint Roch, qui montre son bubon de peste, accompagné du chien tenant le pain dans sa gueule. Le tableau est encadré par deux statues en bois. Celle de droite représente aussi saint Roch (dont le bubon a changé de jambe par rapport au tableau) et celle à gauche représente saint Boniface Le retable et statue de saint Roch sont classés en 1969.
Sur le mur de droite un sous-verre abrite la bannière de la Confrérie de Saint Roch qui a été fondée pendant les épidémies de peste de 1547.

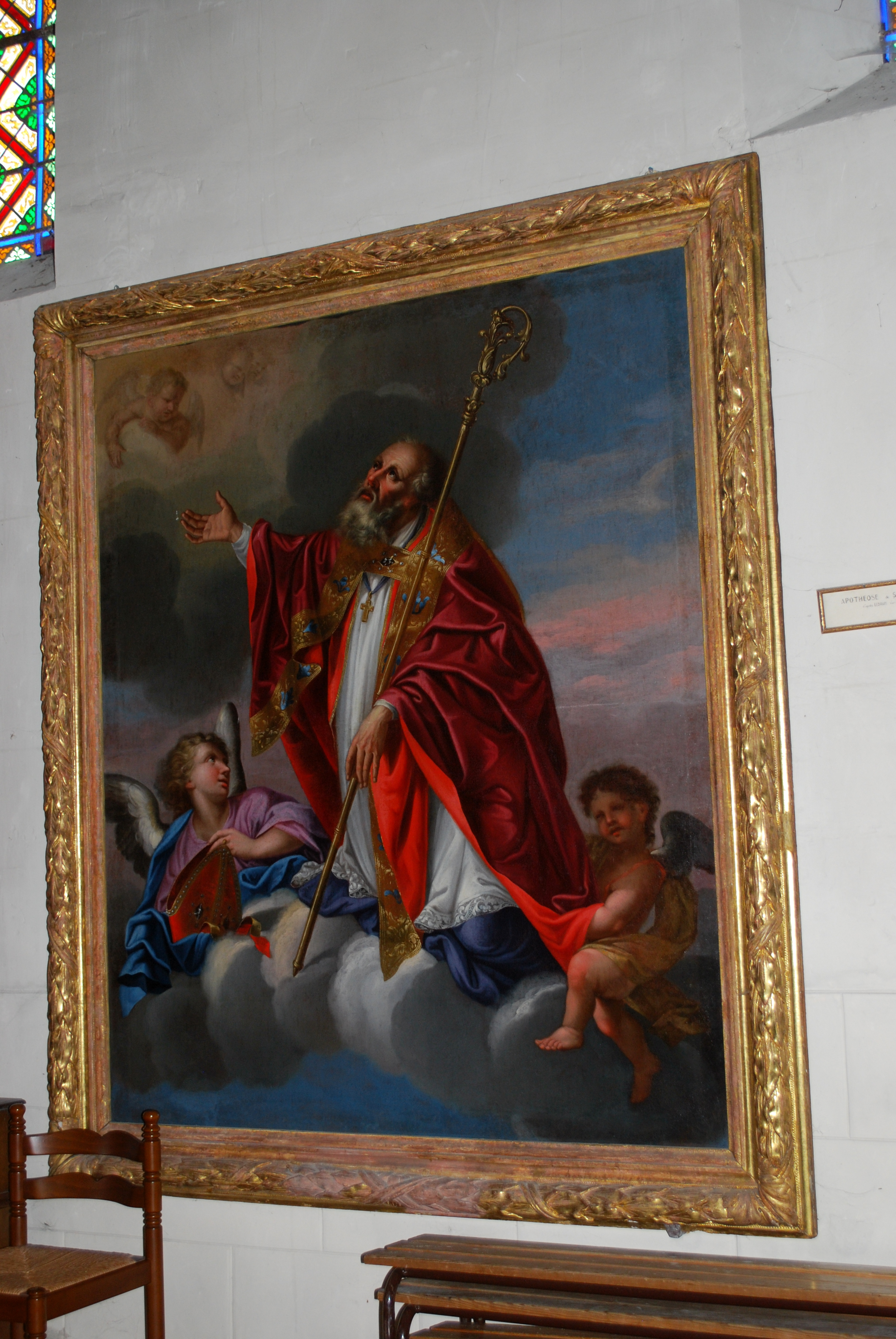
Apothéose de saint Maurille

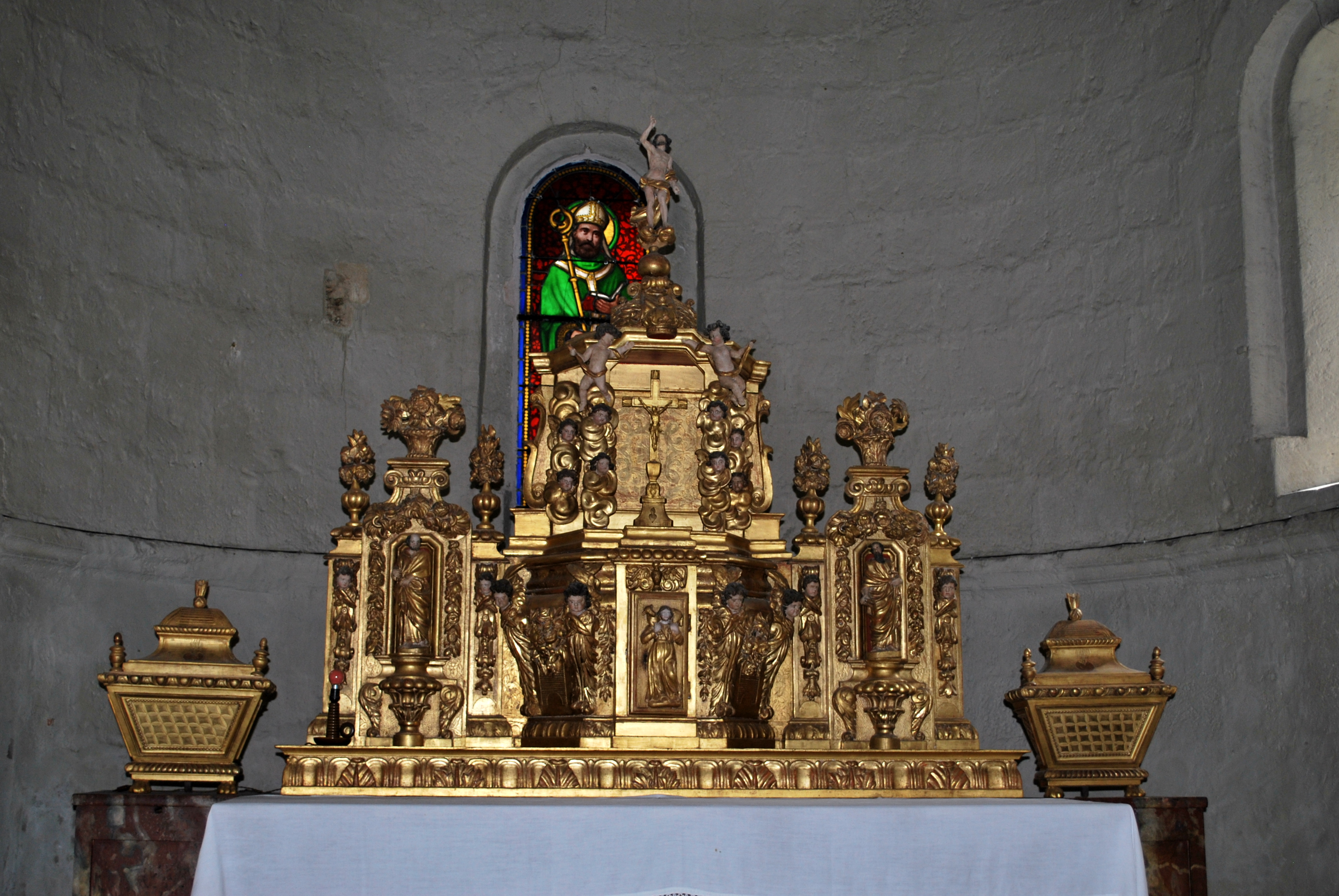
Autel majeur

- L'autel majeur, œuvre de Claude Fournier, artiste bordelais et disciple de Charles Le Brun, date de 1692 et est classé[9] en 1969. Le tabernacle est sculpté dans un seul bloc. La sculpture centrale d'origine, la Vierge à l'Enfant, est classée[10] en 1969, mais volée en avril 1975.
- Une toile du XVIIe siècle qui représente saint Maurille en apothéose est aussi signée Fournier. L'autel et le tableau ont été commandés en même temps. Il est probable que le tableau, à l'origine, était situé derrière l'autel.
- Les statues de saint Jean et saint Jean-Baptiste sont placées en pendant à l’entrée du chœur. Ces deux statues, probablement peintes à l’origine, semblent dater du XVIIe siècle. Ce sont peut-être les sculptures qui encadraient le retable du maître autel au XVIIe siècle. Il y a également une statue en bois de saint Joseph dans le bas-côté sud.
- Saint Jean est représenté en pied, les yeux levés au ciel et tenant un livre de la main gauche. La statue du XVIIIe siècle, en bois, est classé[11] en 1969
- Saint Jean-Baptiste est représenté en ermite, sous les traits d’un homme puissant, à la poitrine dégagée. Son visage jeune et moustachu est encadré de cheveux longs. La statue du XVIIIe siècle, en bois, est classé[12] en 1969.
- Saint Joseph est représenté en pied, tenant dans sa main droite une branche de fleur de lis, symbole de la pureté de la Vierge Marie. La main gauche, ramenée sur la poitrine, retient son manteau ample qui tombe en cascade sur ses pieds chaussés de sandales.

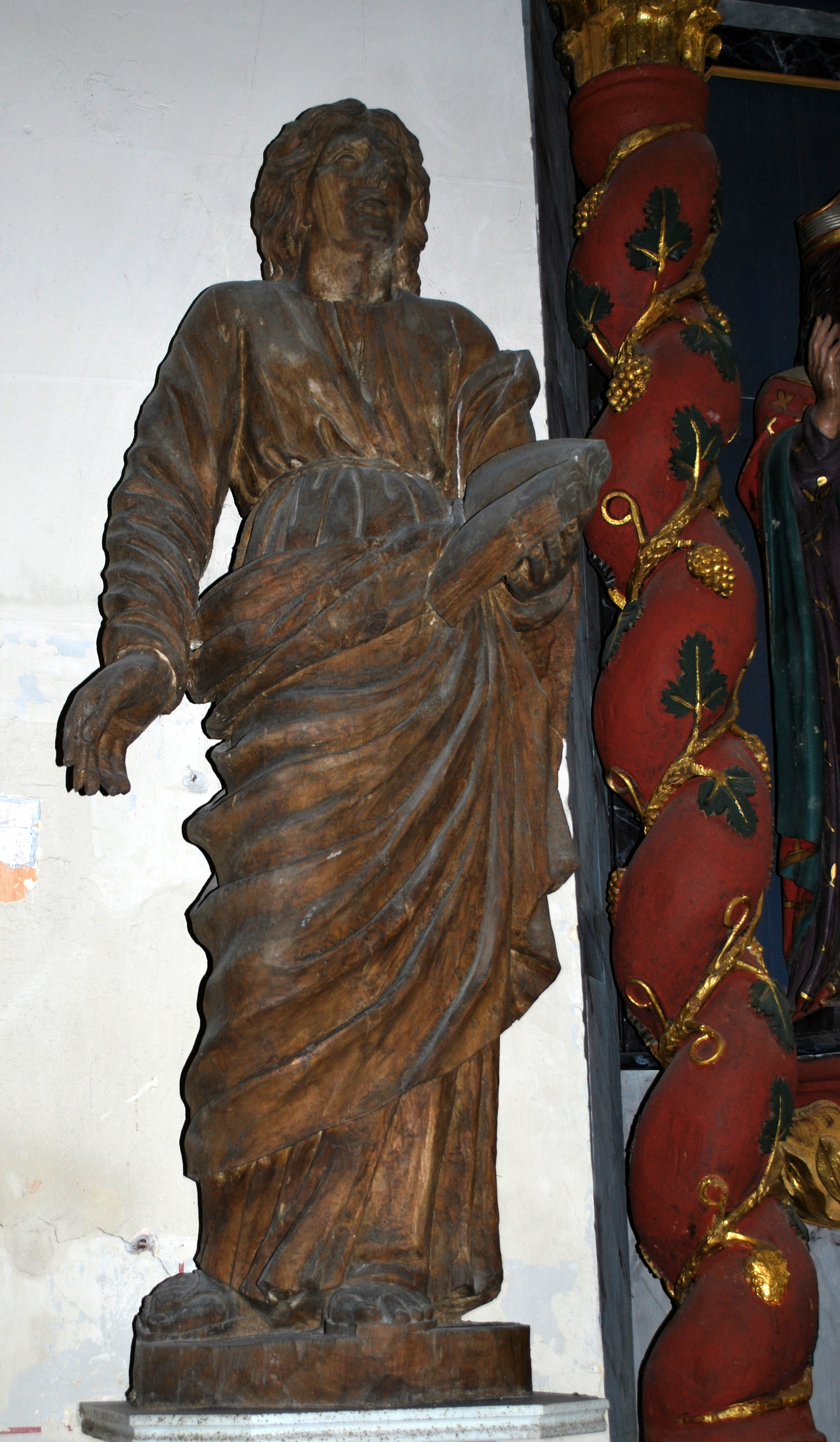
Saint Jean l’Évangéliste
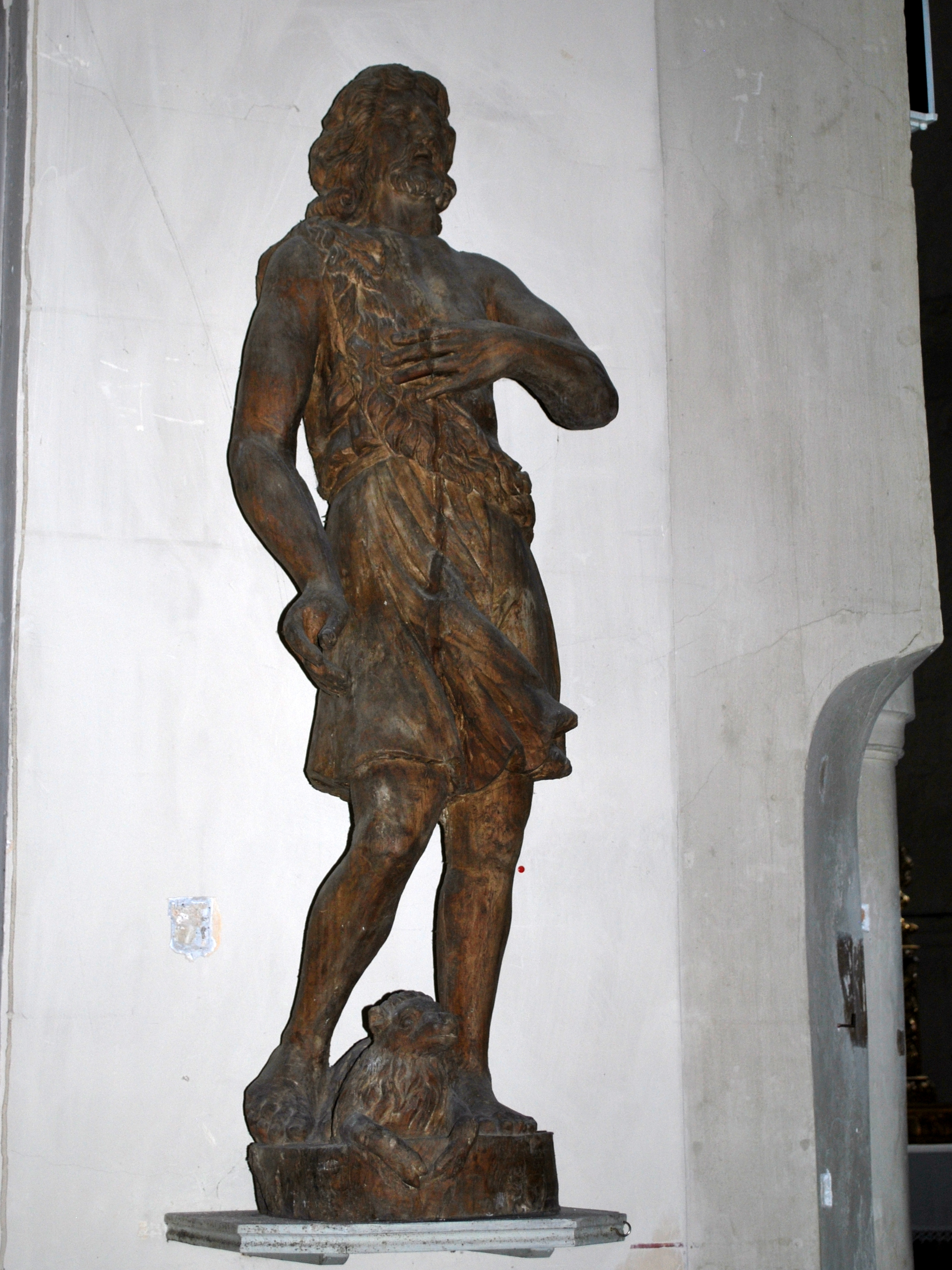
Saint Jean-Baptiste
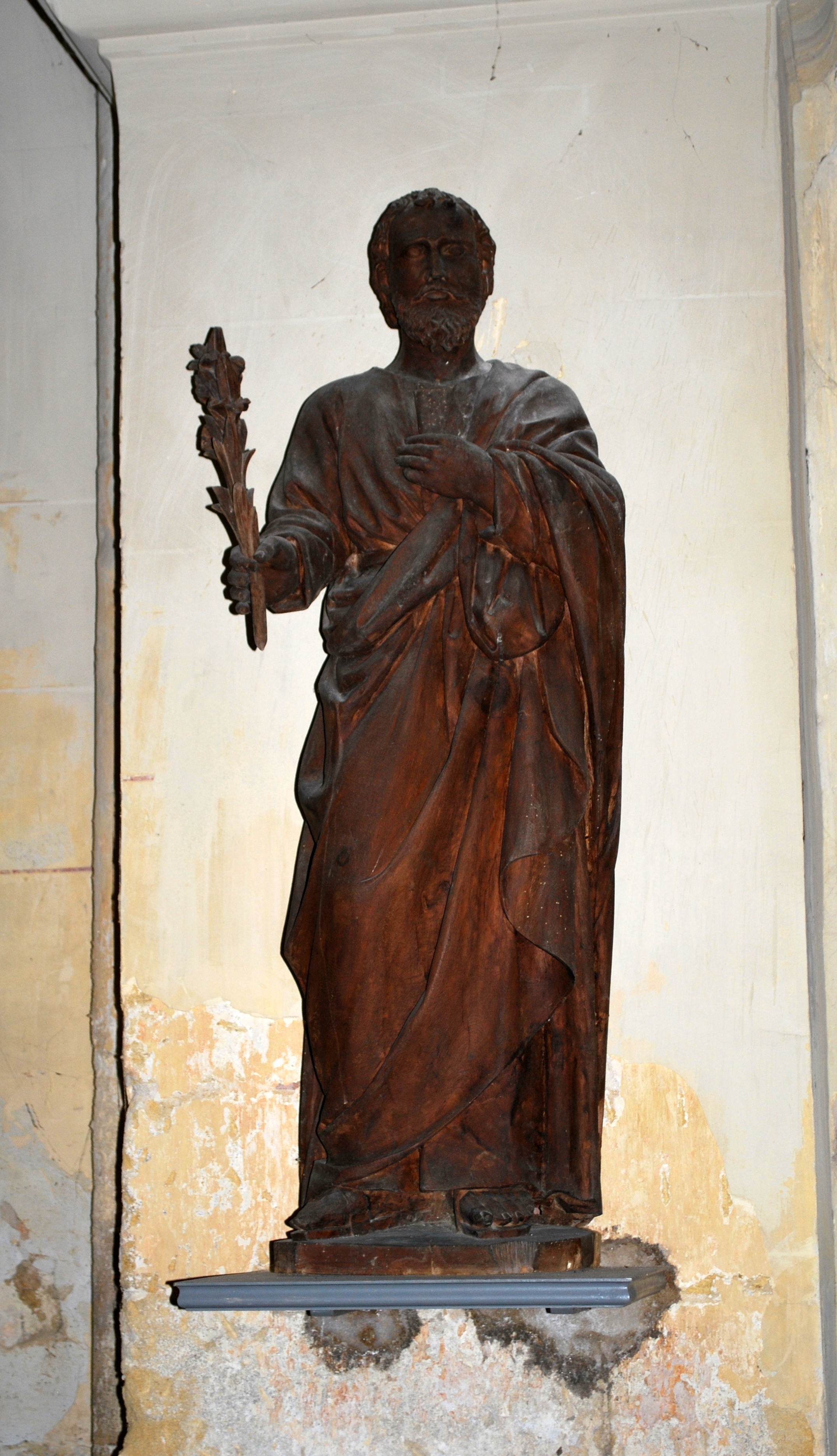
Saint Joseph

La chapelle de la Vierge :
L'autel du bas-côté nord est dédié à la Vierge avec statues en bois de : sainte Anne, la mère de Marie et saint Joachim, le père de Marie. Le retable et les statues de sainte Anne, la Vierge Marie et saint Joachim datent du XVe siècle et sont classés en 1969.

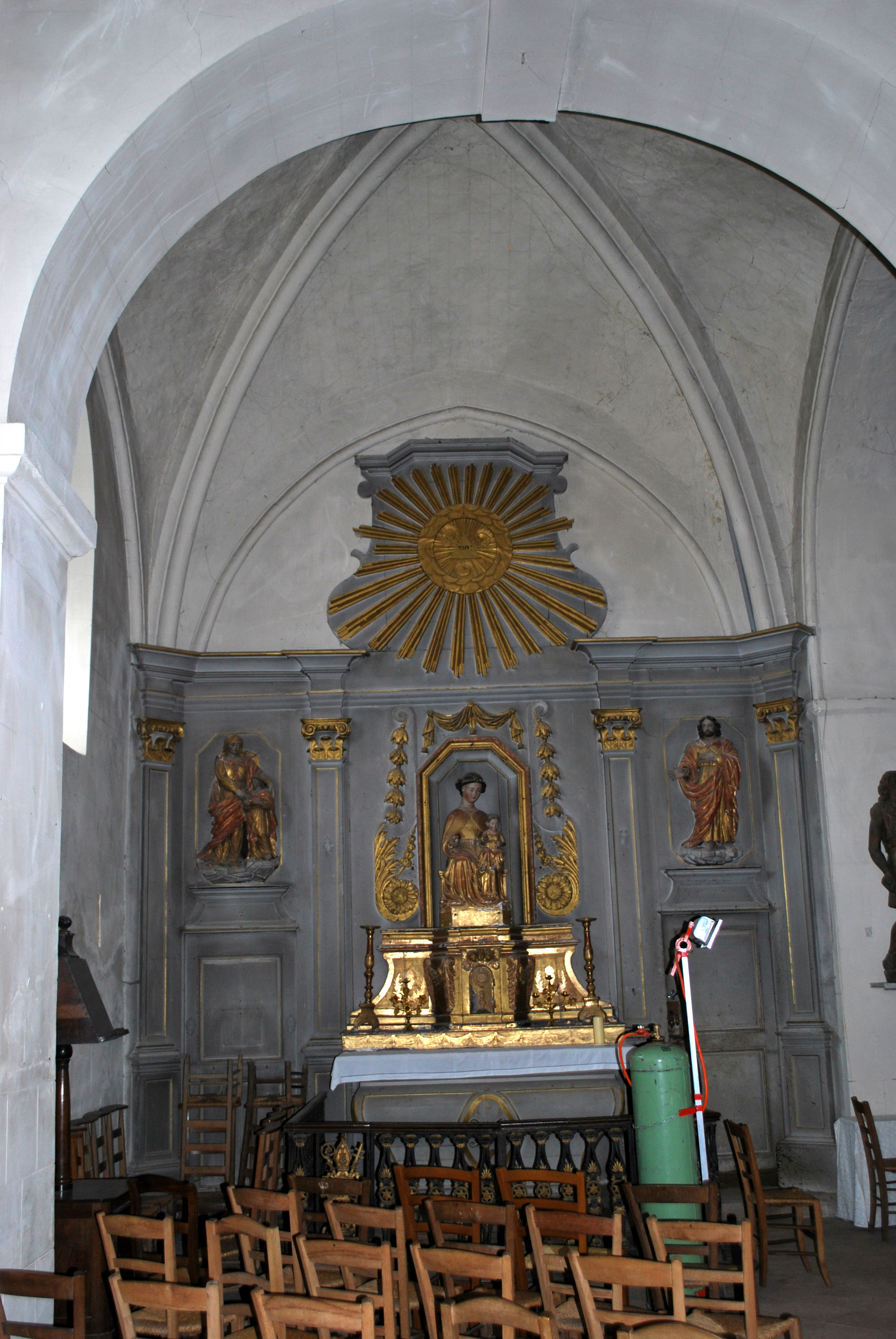
Chapelle de la Vierge

La chapelle comporte un retable de style classique datant de la seconde moitié du XVIIIe siècle, au devant duquel s’élève un autel de bois avec un tabernacle surmonté d’une statue de bois doré de la Vierge à l’enfant. Le retable en bois peint gris et or occupe la totalité du mur de la chapelle sud. Il est composé de quatre pilastres d’ordre composite supportant une haute corniche interrompue dans sa partie centrale pour laisser place à une gloire rayonnante ornée au centre du triangle de la Trinité.
Le panneau central du retable est percé d’une niche recevant la statue de la Vierge à l’Enfant. Il est encadré de draperies, guirlandes et enroulements en bas reliefs dorés. Sur les panneaux latéraux, au-dessus des portes qui mènent pour l’une d’entre-elles à la sacristie, l’autre étant fictive, se détachent les statues de sainte Anne à gauche, et de Joachim à droite.
L’autel en bois, en forme de tombeau, est surmonté d’un tabernacle en bois doré à décor de palmettes. Il supporte la statue de la Vierge à l’Enfant.
La statue de la Vierge à l'Enfant date du XIVe siècle. Elle a la particularité de n’avoir pas de voile ; des cheveux traités avec une minutie et un réalisme extrême forment autour de sa tête une sorte de couronne qui devait être surmontée d’un diadème mobile qui a disparu.
Sainte Anne est représentée debout avec Marie enfant à ses côtés, dans sa fonction éducative. Elle guide attentivement sa fille dans la lecture d’un livre qu’elle désigne du doigt. Le groupe présente un travail soigné datant probablement du XVIIIe siècle.
Saint Joachim, en pendant, provient certainement du même atelier. Les maladresses dans les proportions des mains permettent de supposer qu’il s’agit de l’œuvre d’un artisan local. Vêtu d’une tunique longue et d’un ample drapé, il exprime dans sa gestuelle une grande humilité.
Le décor peint
Le décor peint du XIXe siècle du chœur a disparu lorsque la totalité des murs de l'église ont été recouverts de badigeon blanc.
|  |

Deux campagnes de travaux, conduites au début du XXe siècle, concernent le décor intérieur des murs de l’édifice. La première remplaça la totalité du décor peint du chœur par un faux appareil souligné de joints noirs. Le même décor recouvrait également les murs de la nef et des chapelles. Dans le chœur, seuls les visages du Christ et des quatre Évangélistes furent conservés dans des médaillons circulaires. La deuxième campagne fit disparaître la totalité de ce faux appareil par un badigeon blanc qui recouvre la totalité des murs intérieurs de l’église.
Certaines traces se devinent cependant derrière l'autel et sur le mur du bas-côté sud. Il reste quelques fragments toujours visibles.
Les vitraux
Dans la deuxième moitié du XIXe siècle le Conseil de fabrique de Saint-Morillon honore son édifice en commandant aux ateliers du maître verrier Gustave Pierre Dagrant de Bordeaux une verrière représentant saint Maurille en pied pour le chœur et trois vitraux en médaillons représentant saint Jean, Notre-Dame de Lourdes et saint Roch. Les autres baies sont ornées de simples vitraux à motifs géométriques.
Le vitrail de saint Jean : Le chœur est également pourvu d’un vitrail représentant saint Jean dans un médaillon. En raison de la condamnation de la baie, le vitrail apparaît opaque aujourd’hui.
Le vitrail du chevet : Saint Maurille au visage d’âge mur et barbu est représenté en évêque. Il est coiffé d’une mitre orfrayée, celle
que l’on porte pour les temps de pénitence, et tient dans sa main droite sa crosse épiscopale, qui selon l’usage a la partie recourbée tournée vers les fidèles. De l’autre main il tient un livre ouvert.
Le vitrail de la chapelle nord : Notre Dame de Lourdes en médaillon.
Le vitrail de la chapelle sud : le buste de saint Roch dans un médaillon polylobé.
Le saint présente un visage jeune et barbu. Il tient d’une main son bourdon de pèlerin complété d’une gourde, et présente de l’autre sa
devise : (Tu) ERIS IN PESTE PATRONUS.

Les vitraux
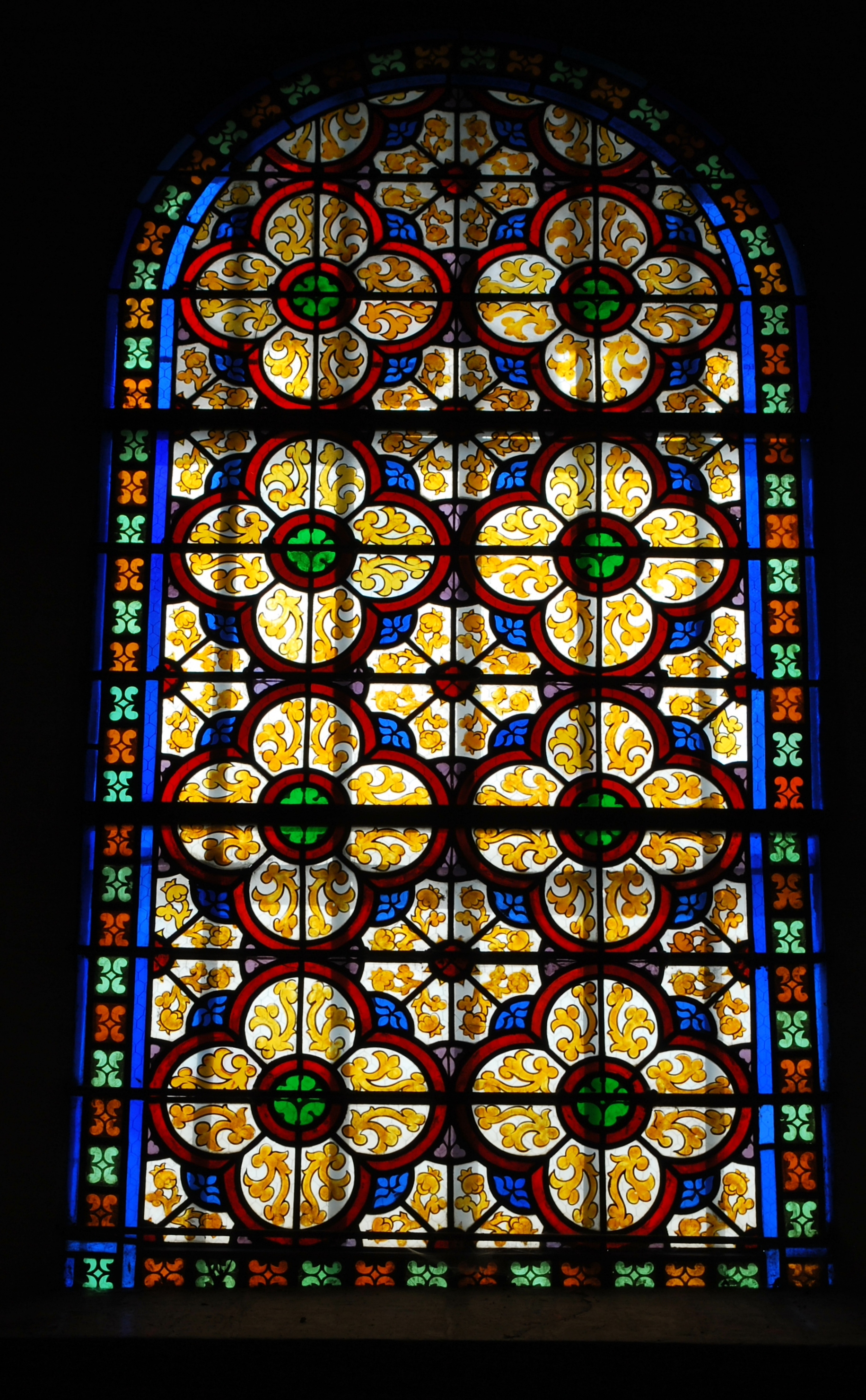
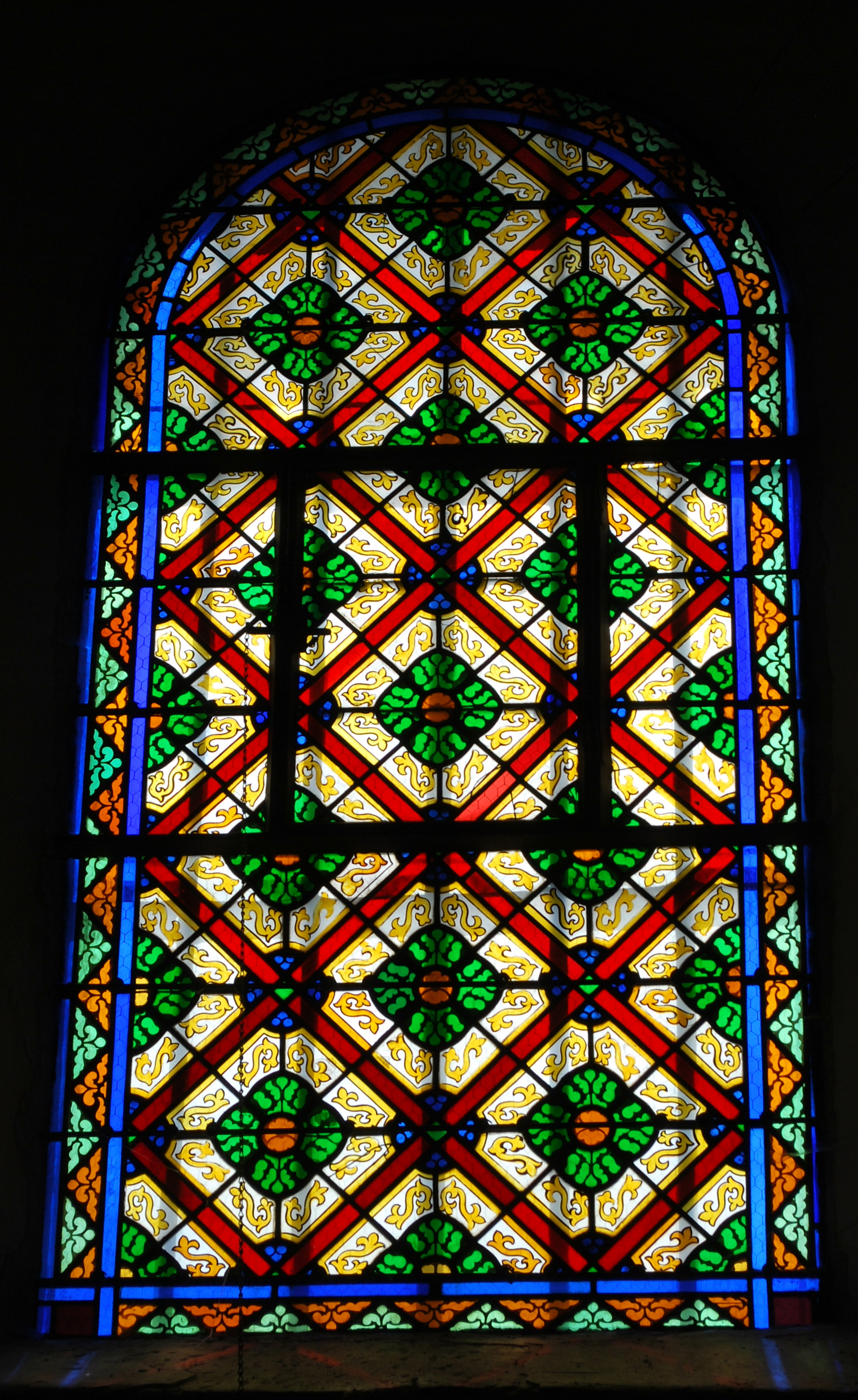
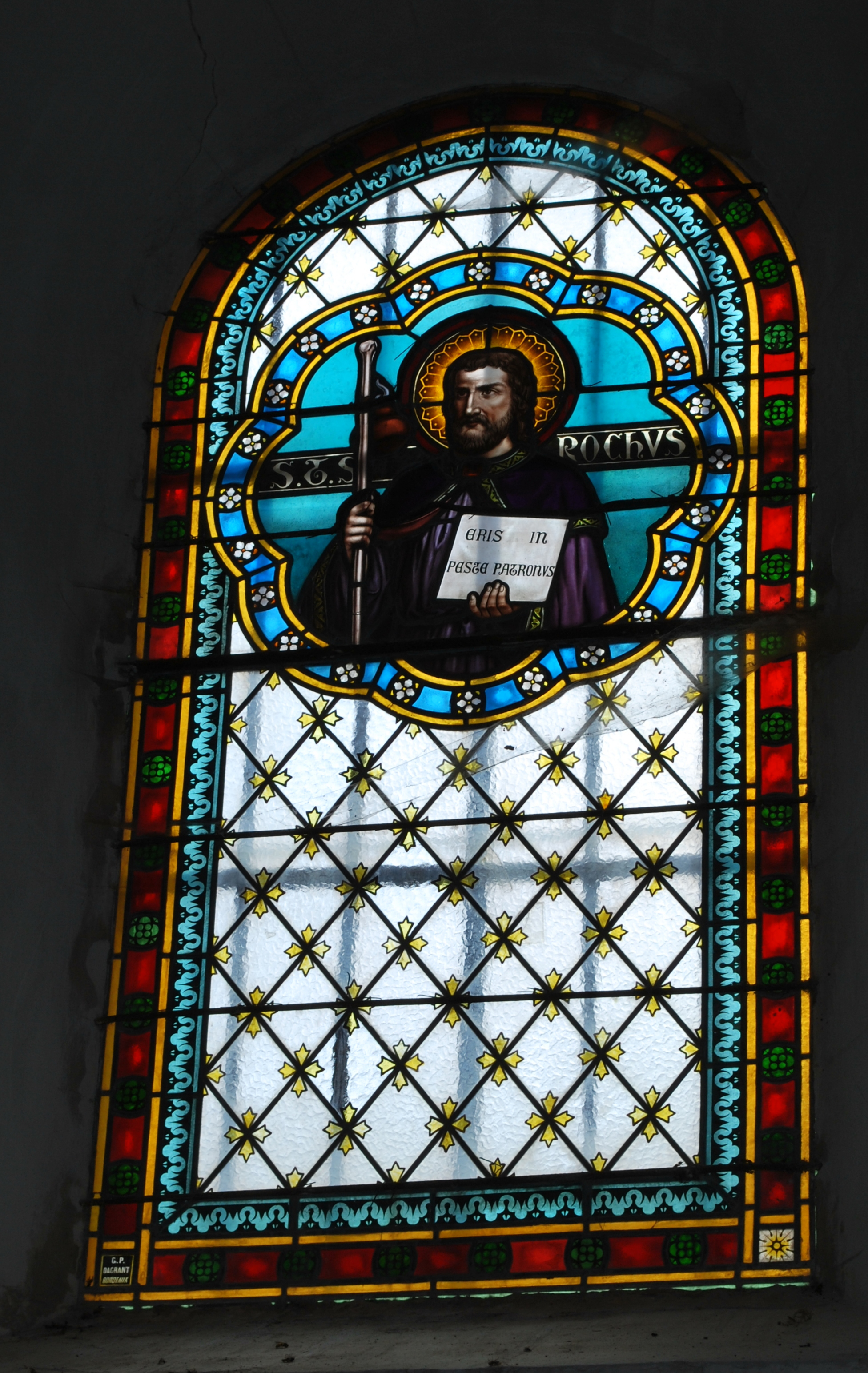
Sant Roch
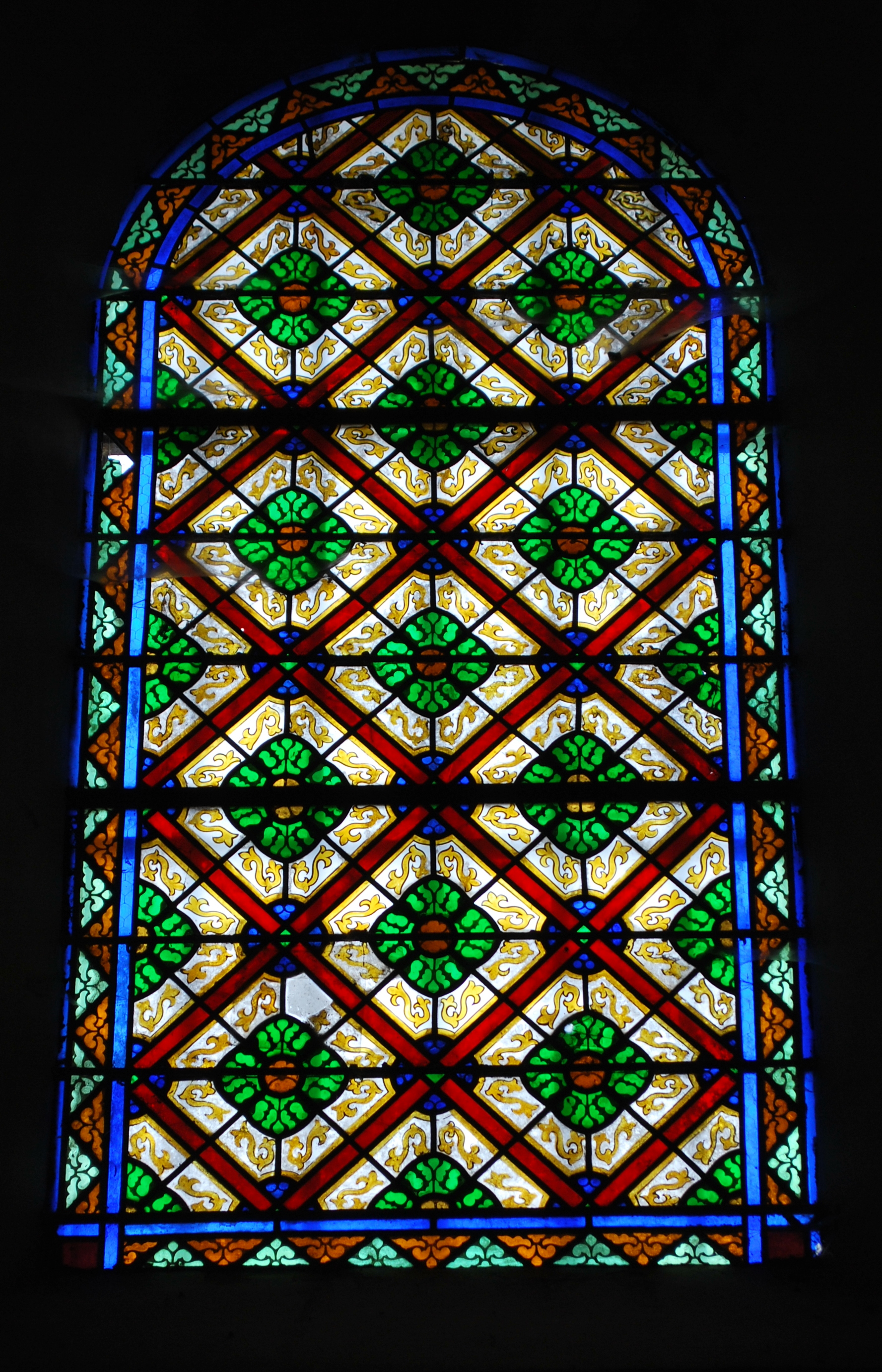
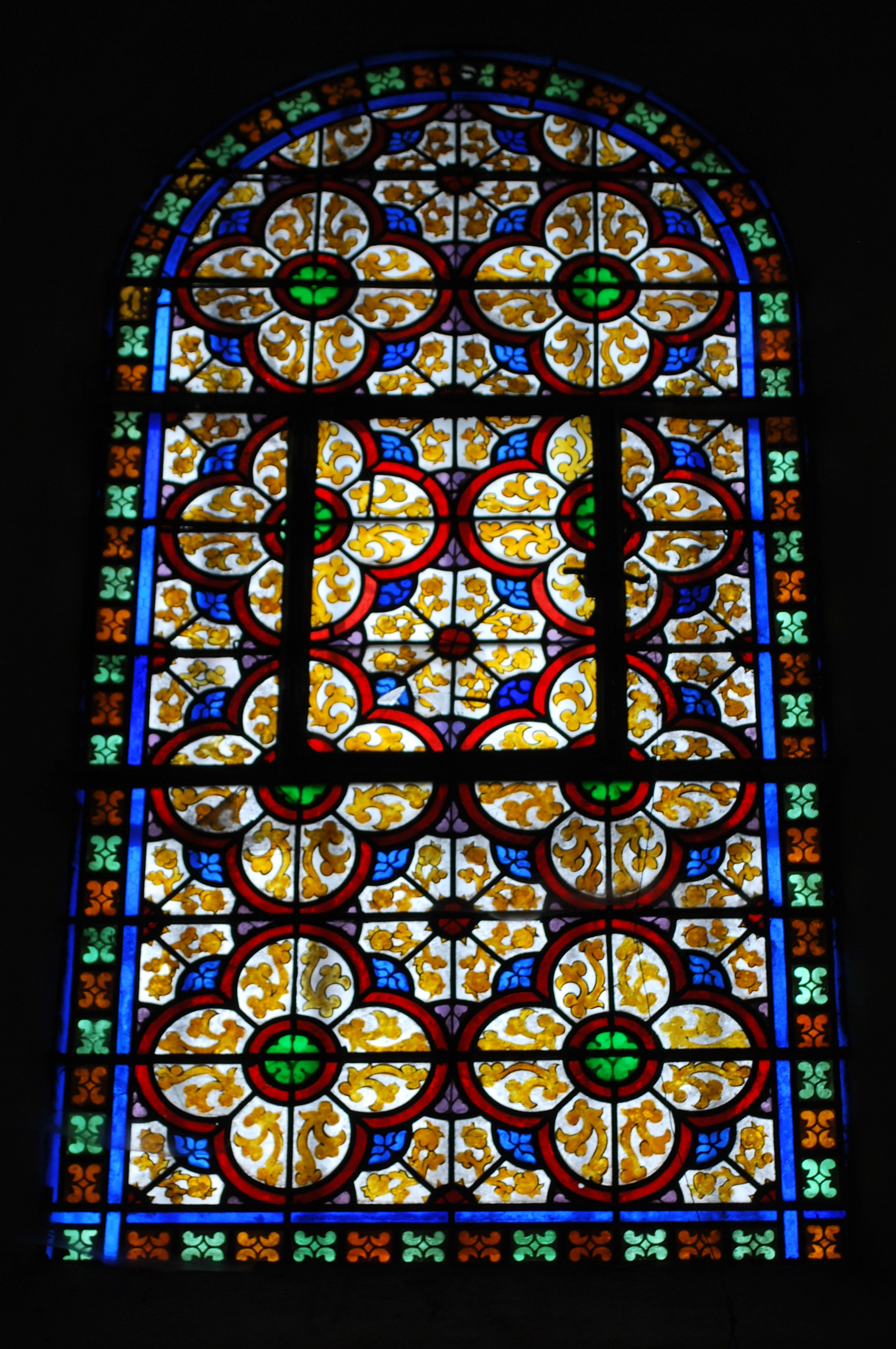
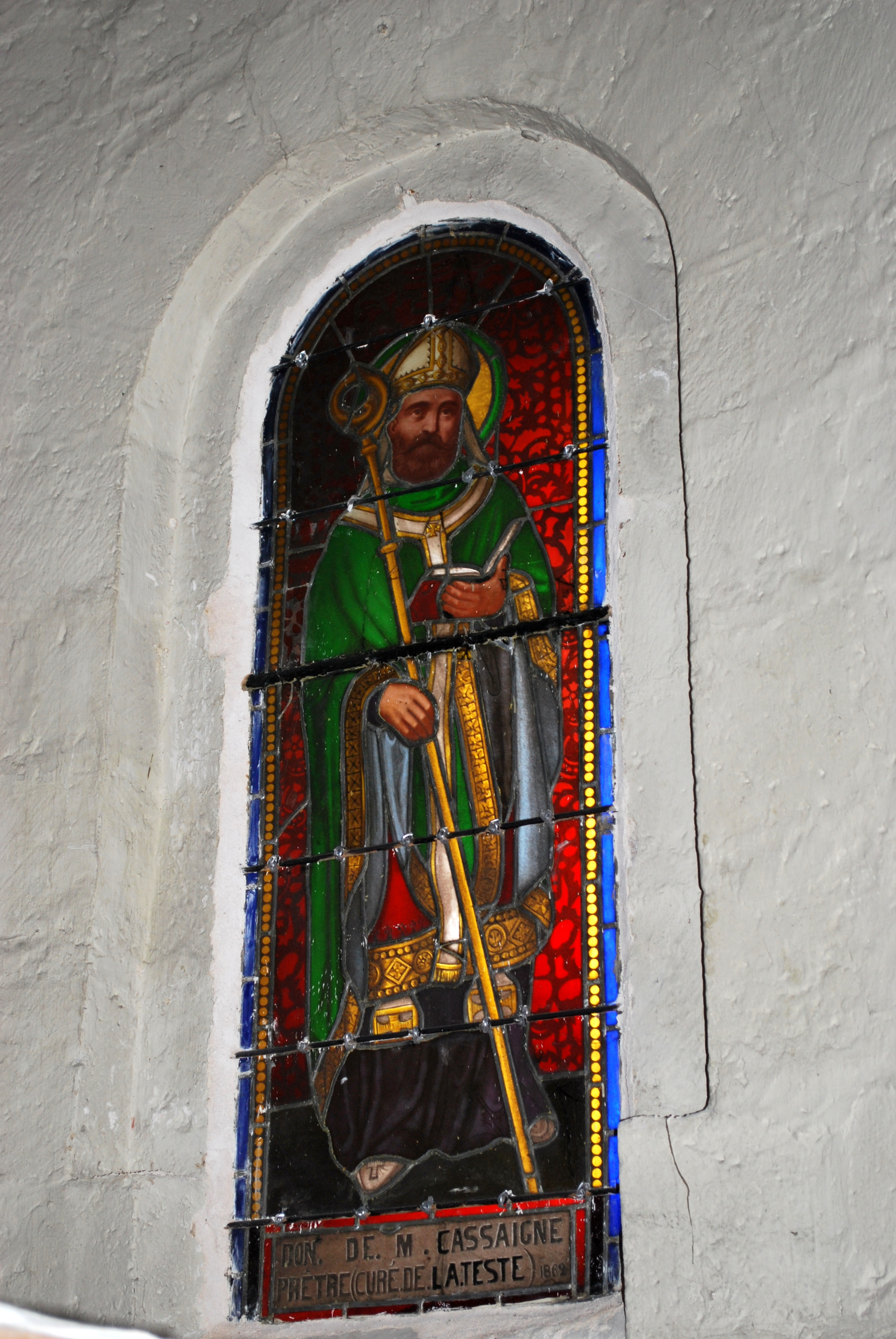
Saint Maurille

Mobilier

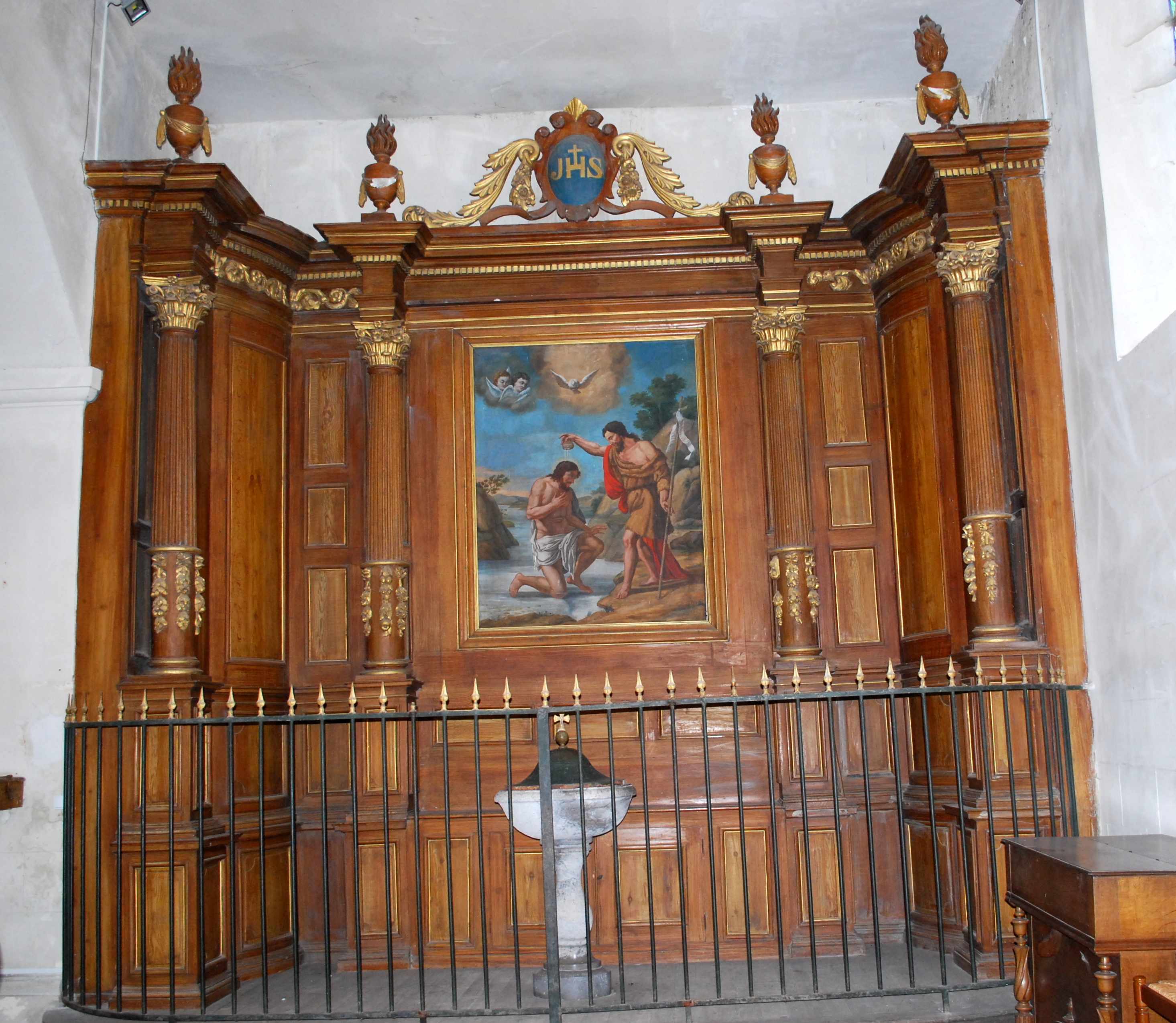
Fonts baptismaux

- Les fonts baptismaux sont situés dans le bas-côté nord, sur le mur occidental. Ils datent du XIXe siècle et se présentent selon la description qui en est faite au moment de l’inventaire de la Séparation de l’Église et de l’État, en 1906 :

Fonts baptismaux en marbre fermés par une grille en fer. Au fond grand retable en bois avec quatre colonnes. Le bas du retable forme armoire à deux battants »
Le retable imposant en bois naturel se compose de quatre colonnes corinthiennes cannelées et rudentées aux deux-tiers supérieurs. Elles soutiennent une épaisse corniche supportant au droit des colonnes des pots à feu et au centre un médaillon marqué du chiffre JHS. Les chapiteaux, les guirlandes et les rinceaux sont rehaussés de dorure.
Le centre du retable reçoit une peinture sur toile, non signée, représentant le baptême de Jésus par saint Jean-Baptiste dans le Jourdain. À genoux au pied de son baptiseur, qui se tient debout sur la berge, le Christ les bras sur la poitrine, reçoit le sacrement avant de commencer sa vie de prédication. Jean-Baptiste tient dans l’une de ses mains son bâton d’ermite remplacé par une croix faite de roseaux. Au-dessus de la scène des angelots accompagnent le saint Esprit sous forme de colombe.

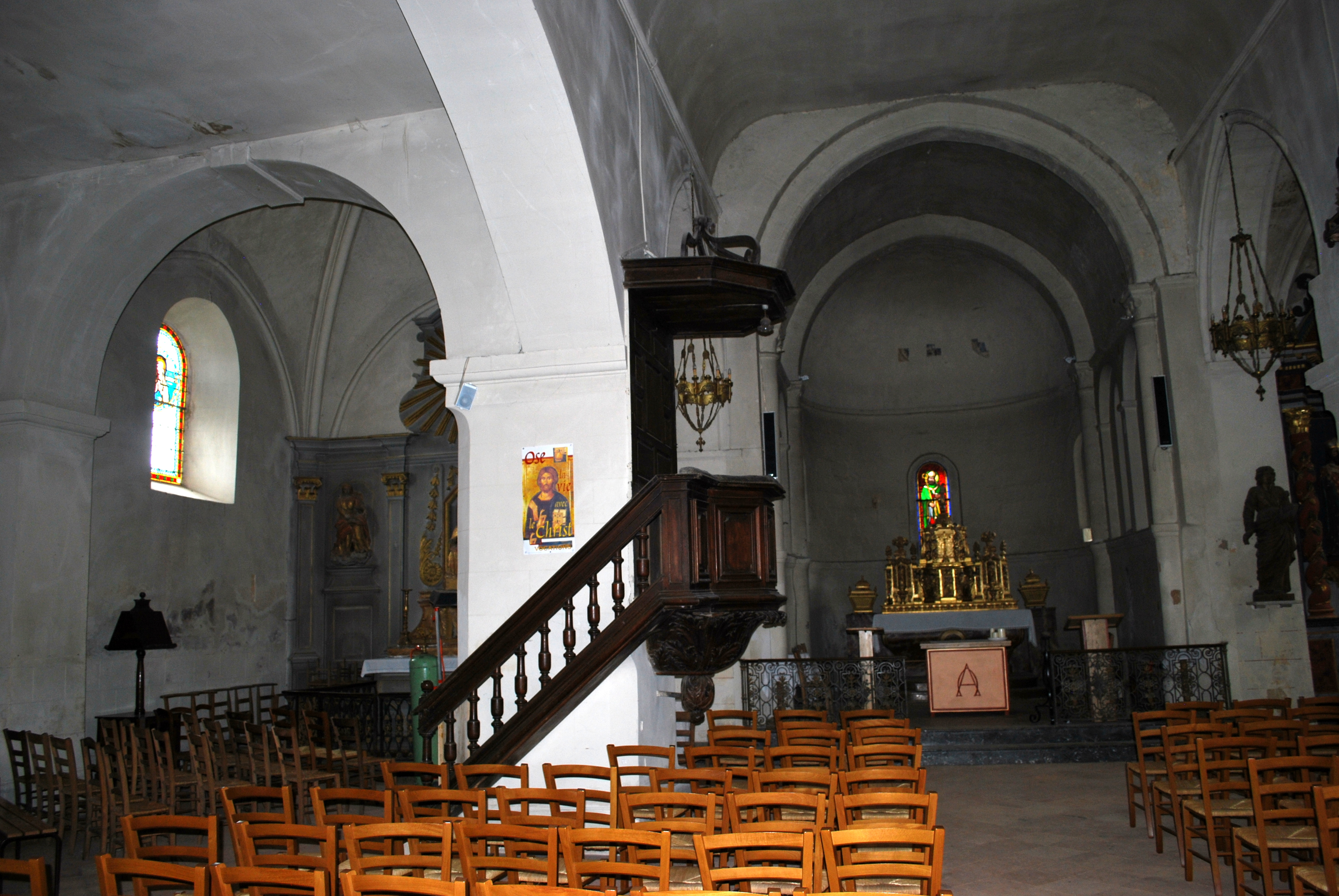
Nef et bas-côté nord
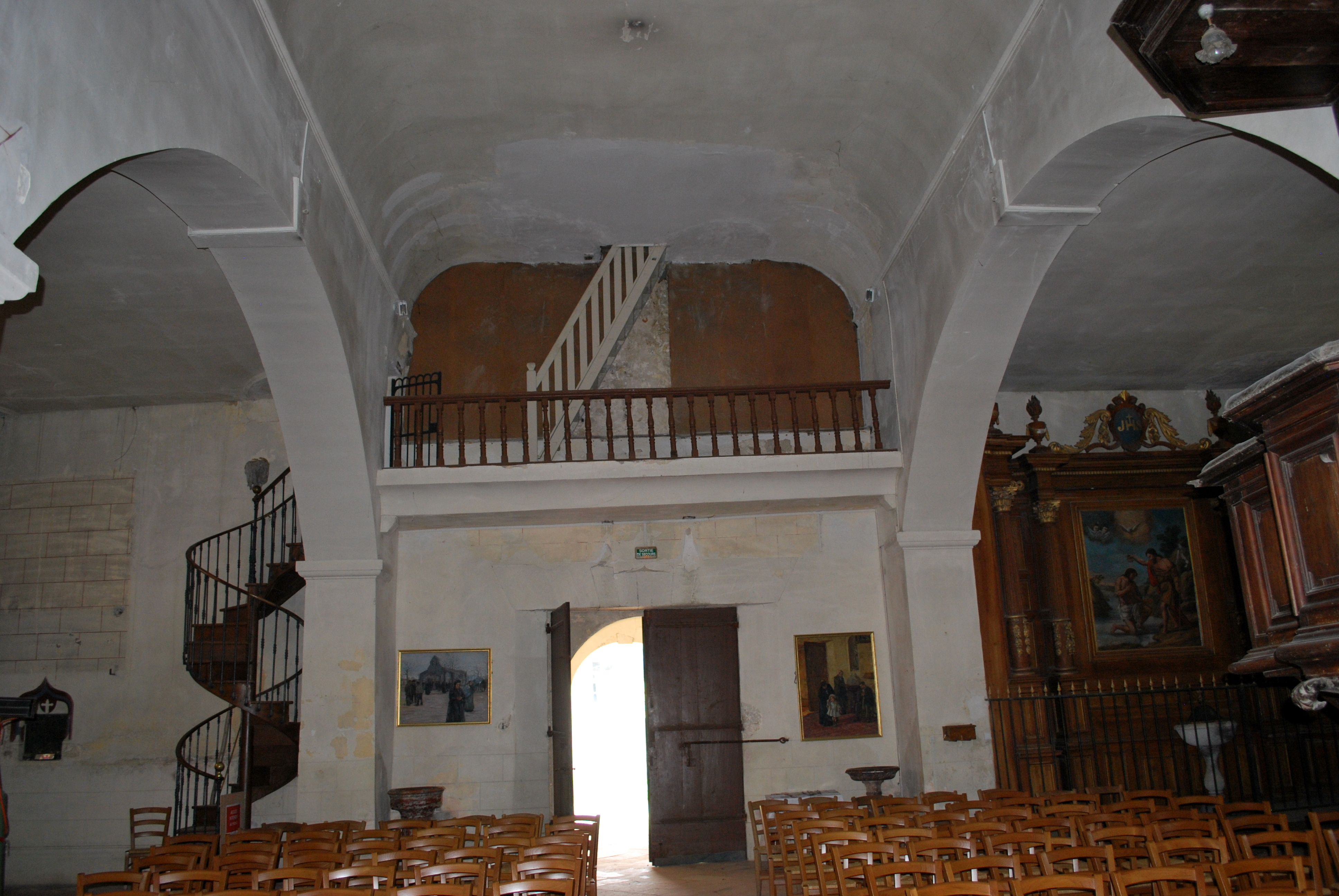
Nef vers l'ouest
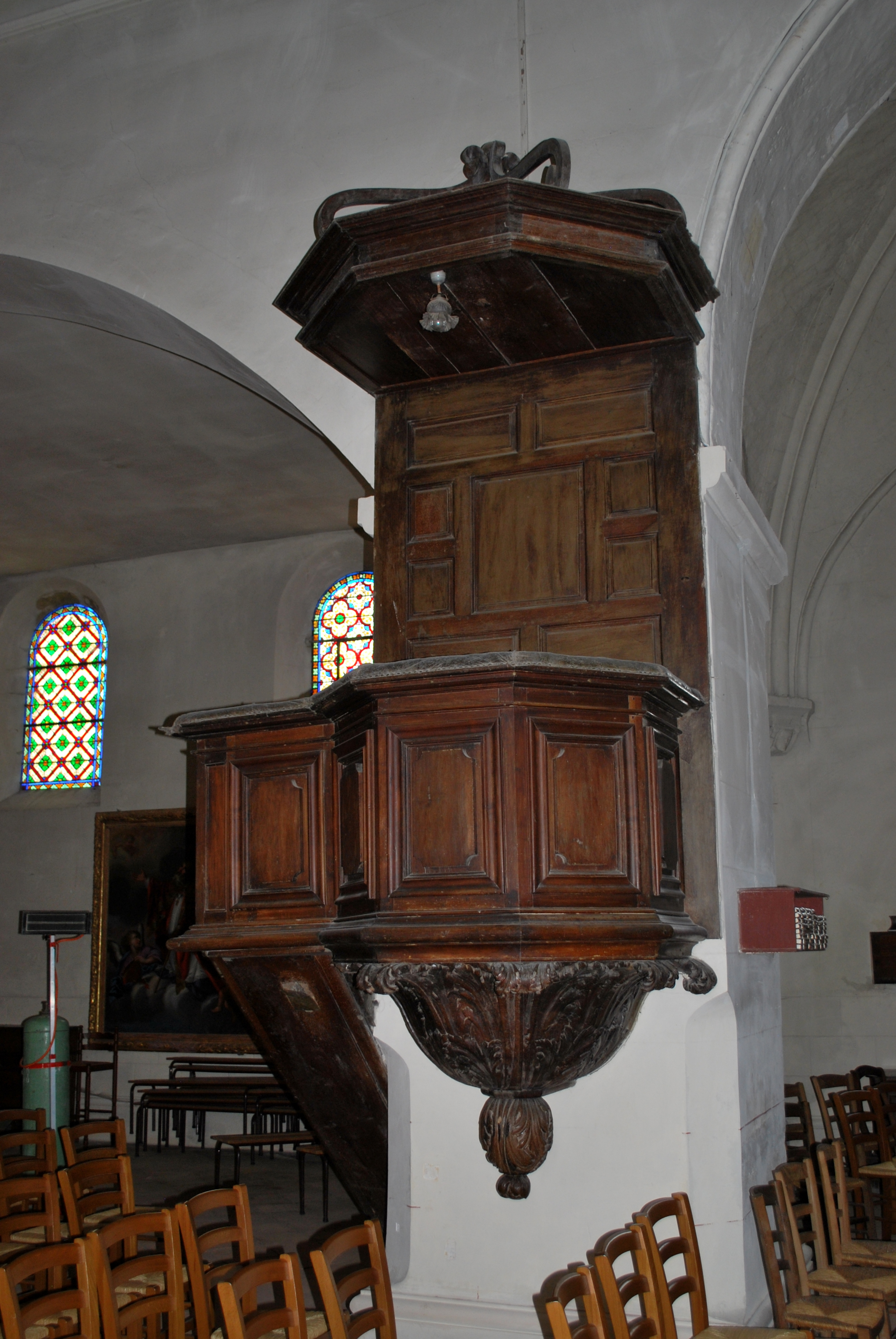
Chaire à prêcher
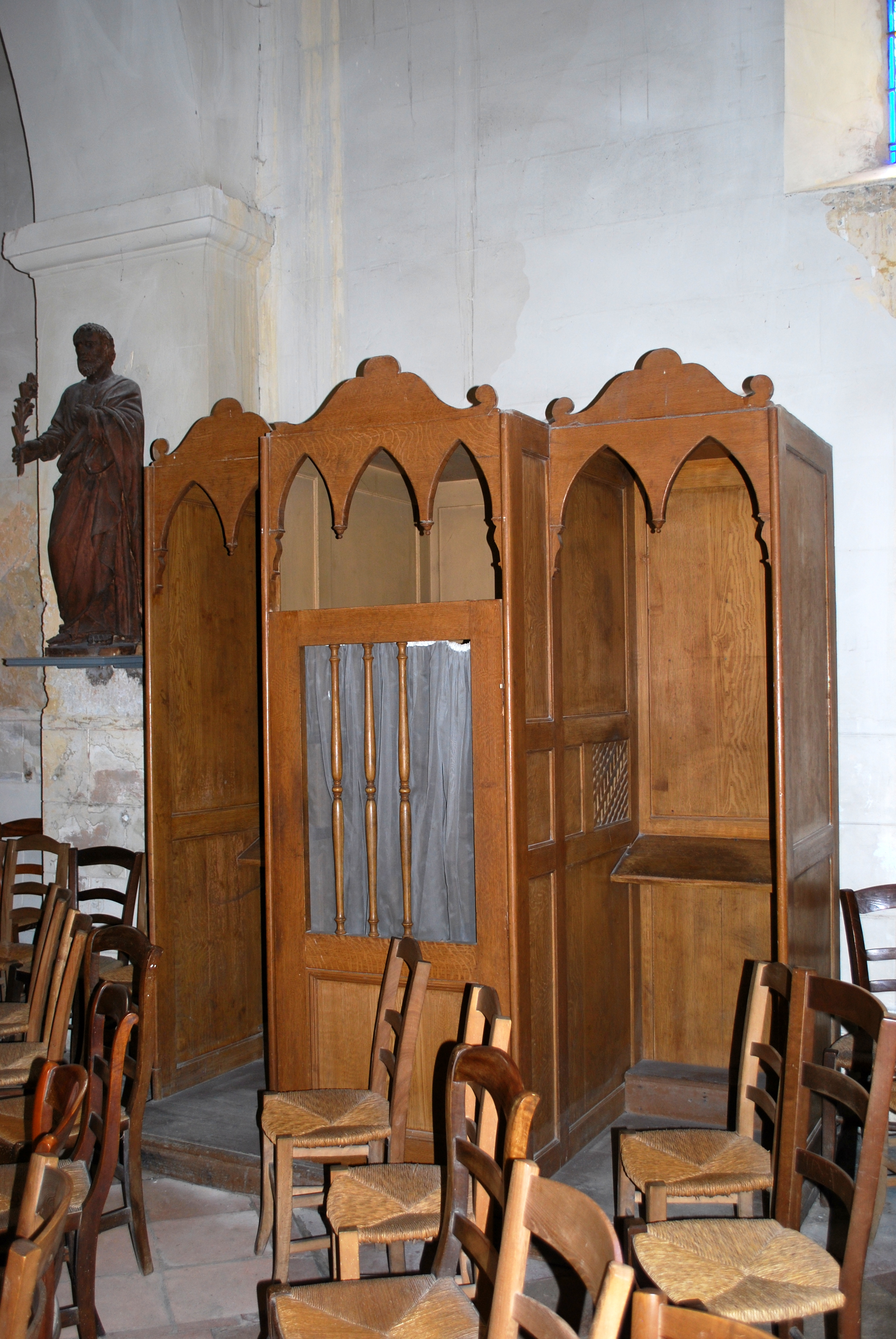
Confessionnal
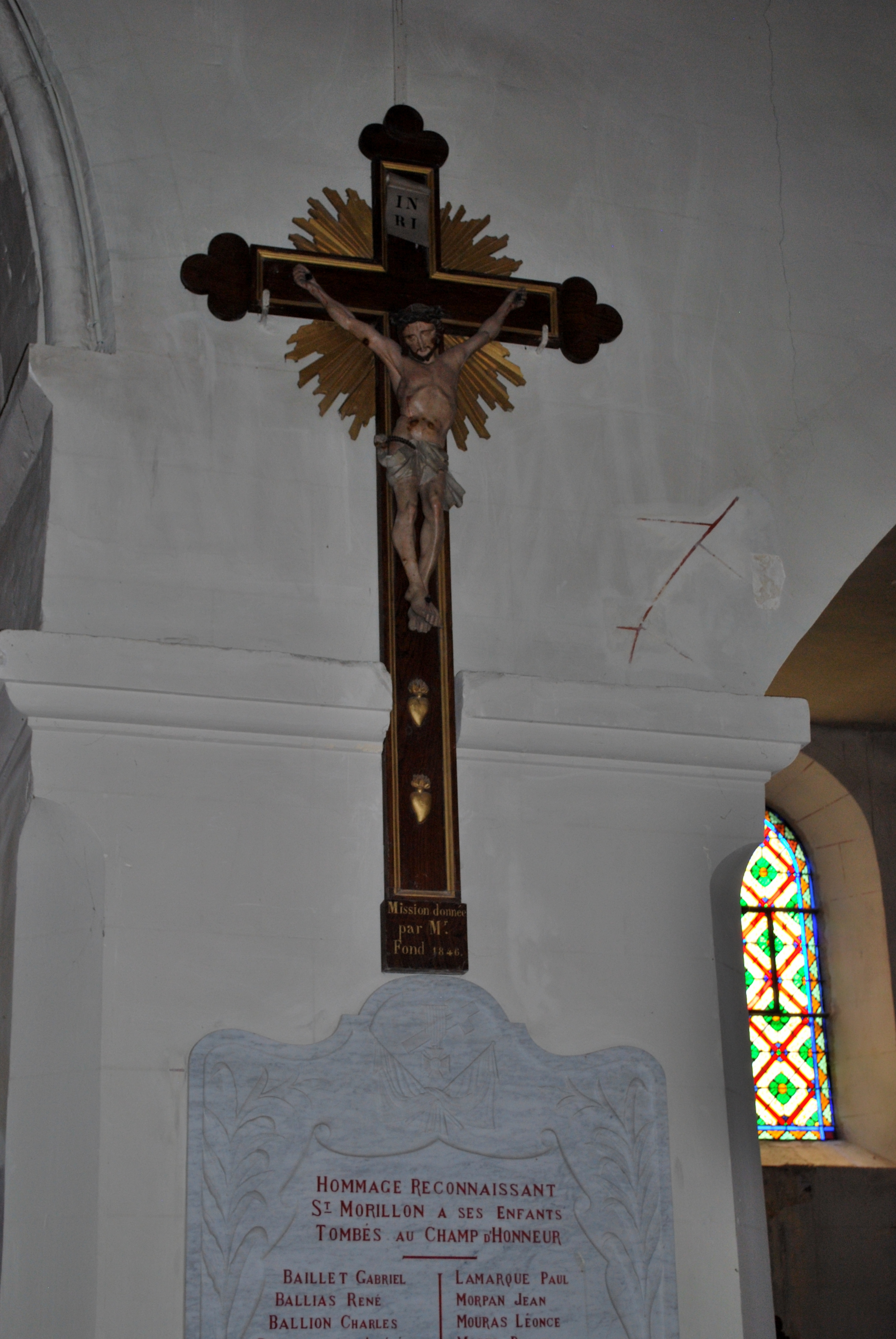
Crucifix
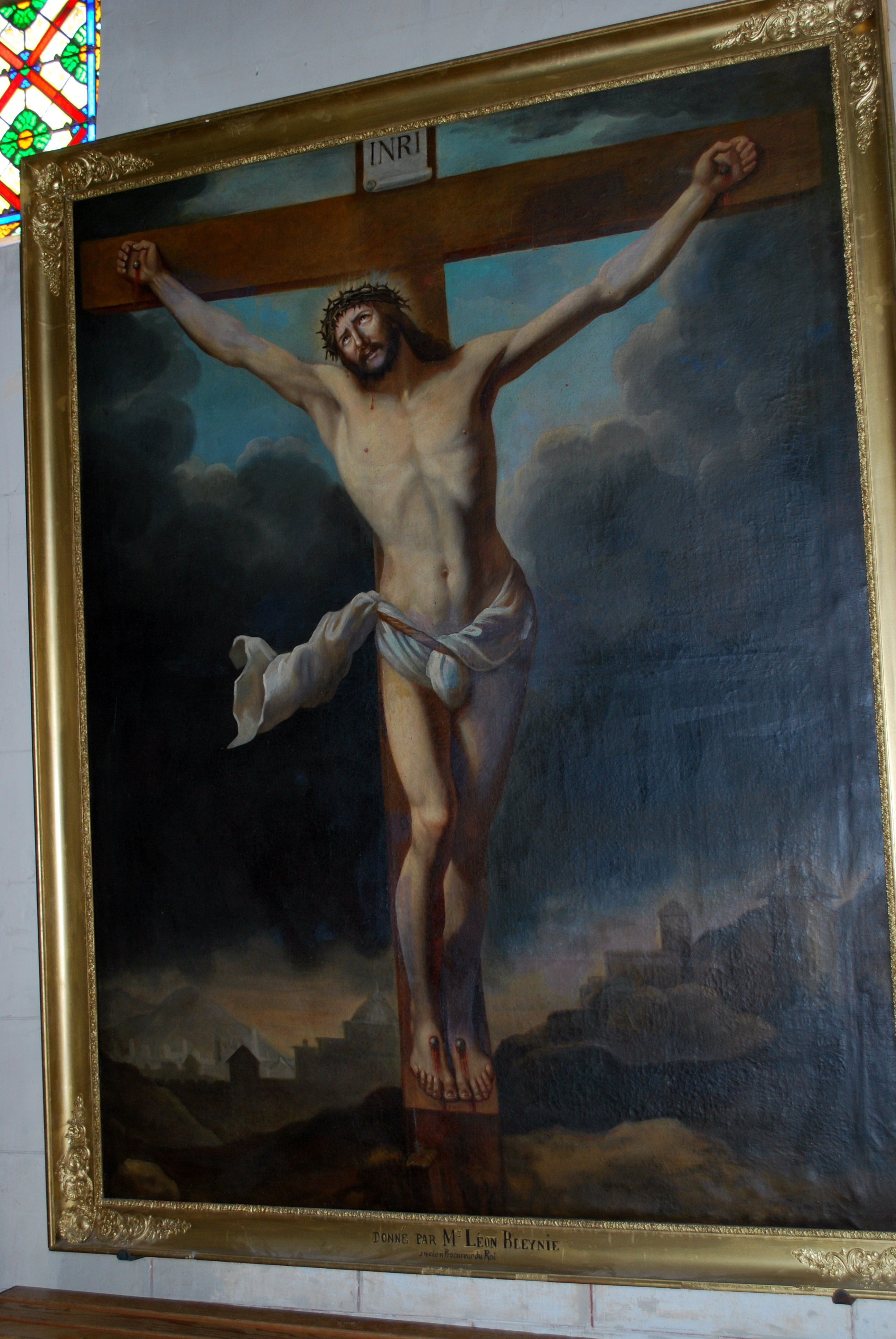
Crucifixion

Tableaux
Trois tableaux de l'artiste post-impressionniste, Pierre-Gaston Rigaud, né à Saint-Morillon sont exposés dans l'église.
- Une procession devant l'église, peinte en 1903, et deux scènes des paroissiens à l'extérieur et à l'intérieur de l'église.

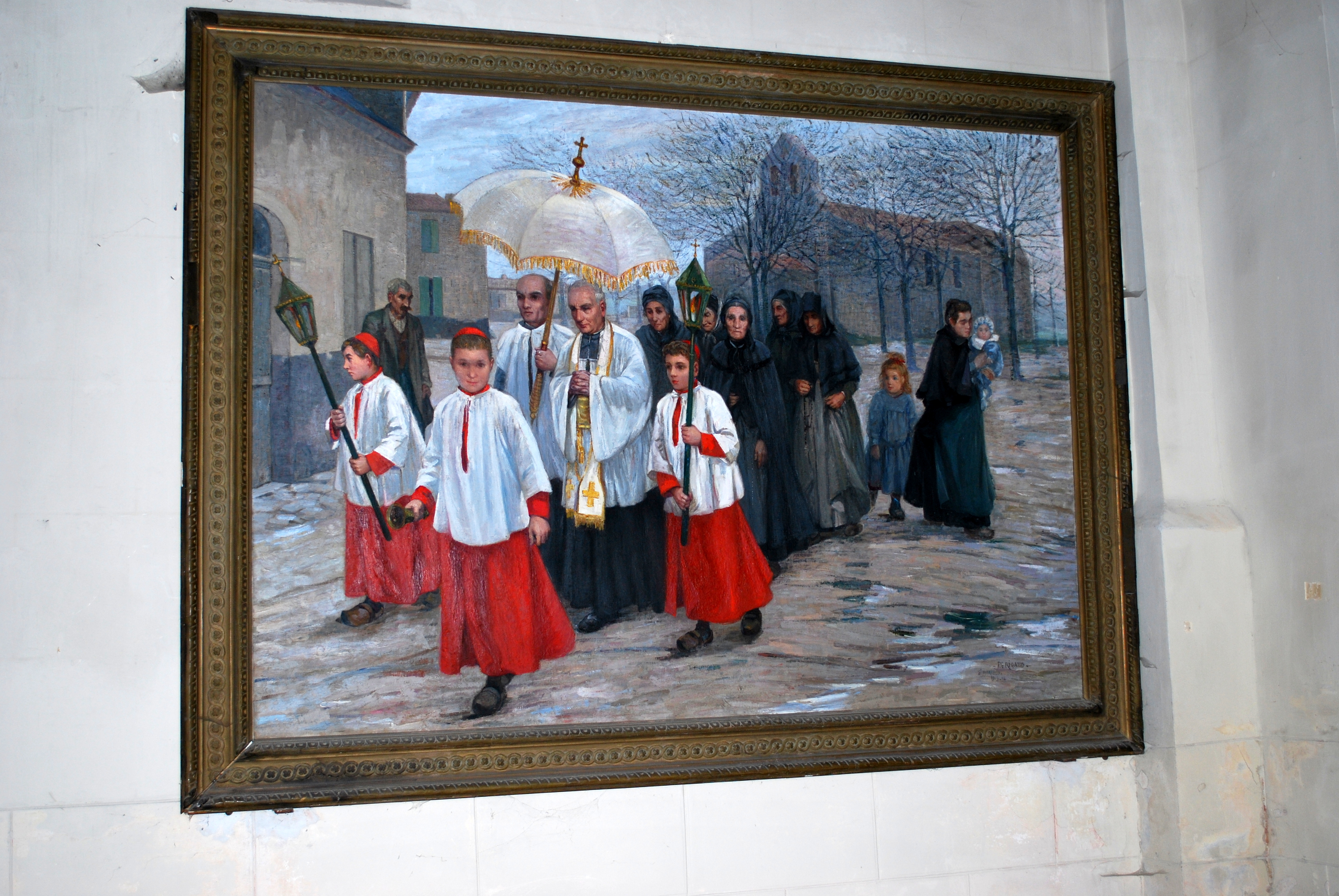
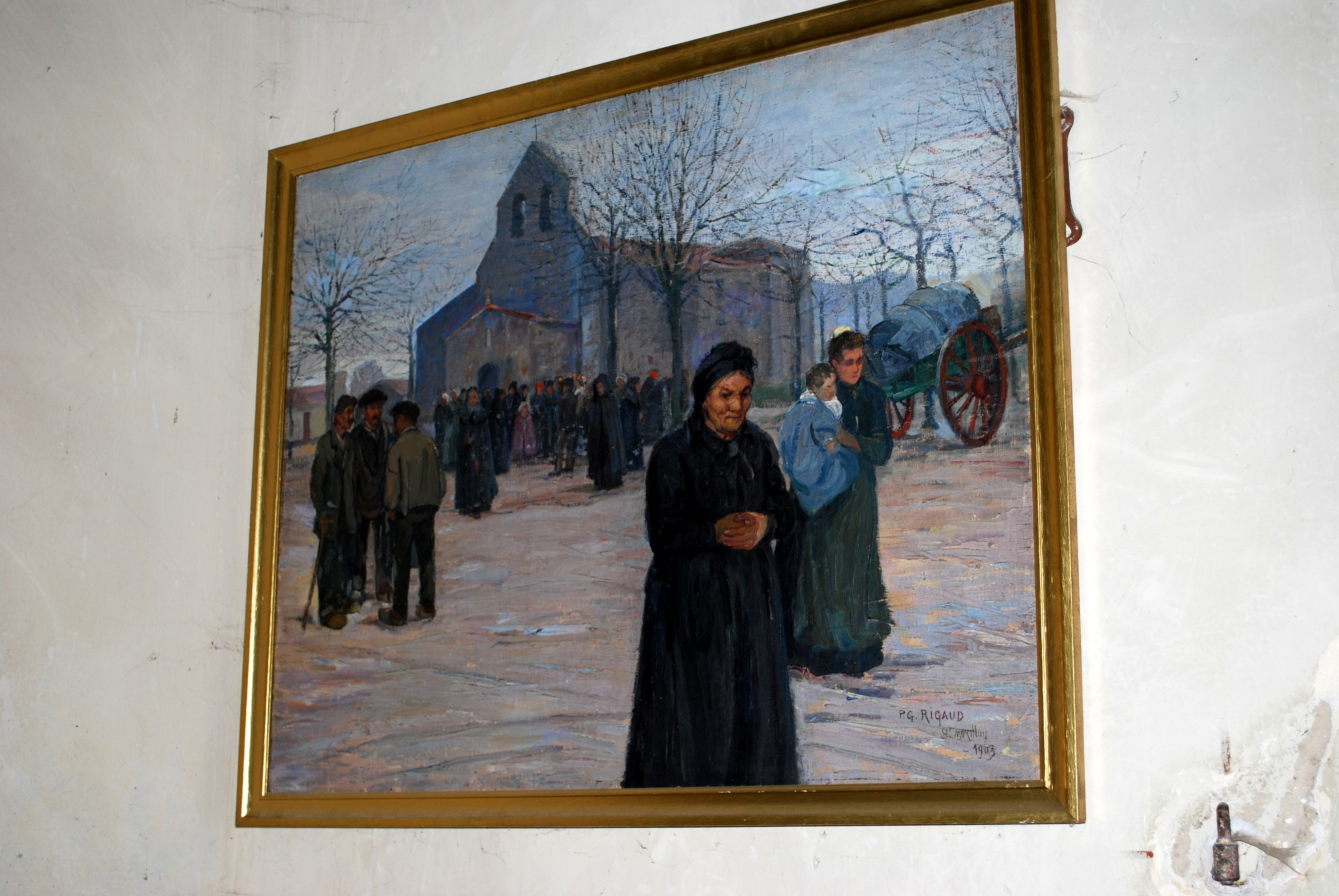
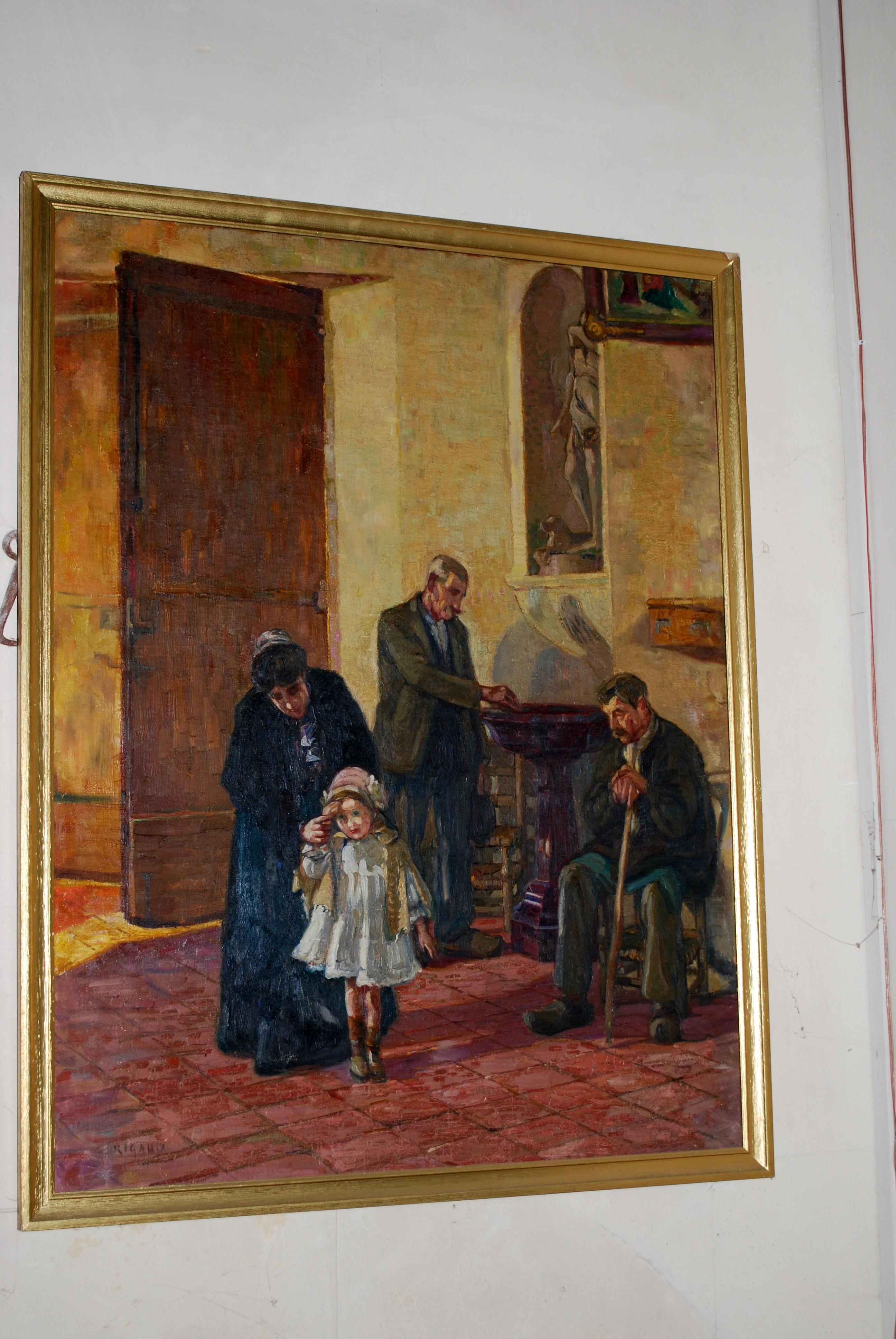